# Dienstgradabzeichen der Bundeswehr

Schulterklappe und Aufschiebeschlaufen eines Obergefreiten der Pioniertruppe

Beispiele verschiedener Aufschiebeschlaufen

Dienstgradabzeichen am Dienstanzug eines Oberstleutnants der Logistiktruppe

Die Dienstgradabzeichen der Bundeswehr dienen der Darstellung der Dienstgrade der Bundeswehr. Ferner ermöglichen sie die Zuordnung des Soldaten zu einem Uniformträgerbereich. Zusatzelemente kennzeichnen die Zugehörigkeit des Soldaten zu einer Laufbahn, Verwendungsreihe, Truppengattung oder ähnliches. Diese Zusatzelemente sind teils notwendig, um anderslautende Dienstgrade der verschiedenen Laufbahnen, aber derselben Rangstufe zu unterscheiden. Nur Soldaten im niedrigsten Dienstgrad tragen keine Dienstgradabzeichen (möglicherweise aber Zusatzelemente). Dienstgradabzeichen sind Teil der Uniformen der Bundeswehr.

## Rechtsgrundlagen
Gemäß § 4 Soldatengesetz (SG) setzt der Bundespräsident grundsätzlich die Dienstgradbezeichnungen der Soldaten fest und erlässt die Bestimmungen über die Uniform der Soldaten. Dazu hat er die Anordnung des Bundespräsidenten über die Dienstgradbezeichnungen und die Uniform der Soldaten erlassen. Die Zentralrichtlinie A1-2630/0-9804 „Anzugordnung für Soldatinnen und Soldaten der Bundeswehr“ spiegelt diese Regelungen wider und legt Details fest. Die Zentralvorschrift ist Nachfolger der ehemaligen Zentralen Dienstvorschrift (ZDv) 37/10 „Anzugordnung für die Soldaten der Bundeswehr“. Ferner normieren weitere Details die Technischen Lieferbedingungen des Bundesamtes für Ausrüstung, Informationstechnik und Nutzung der Bundeswehr (oder seines Vorgängers, des Bundesamtes für Wehrtechnik und Beschaffung).

## Typen

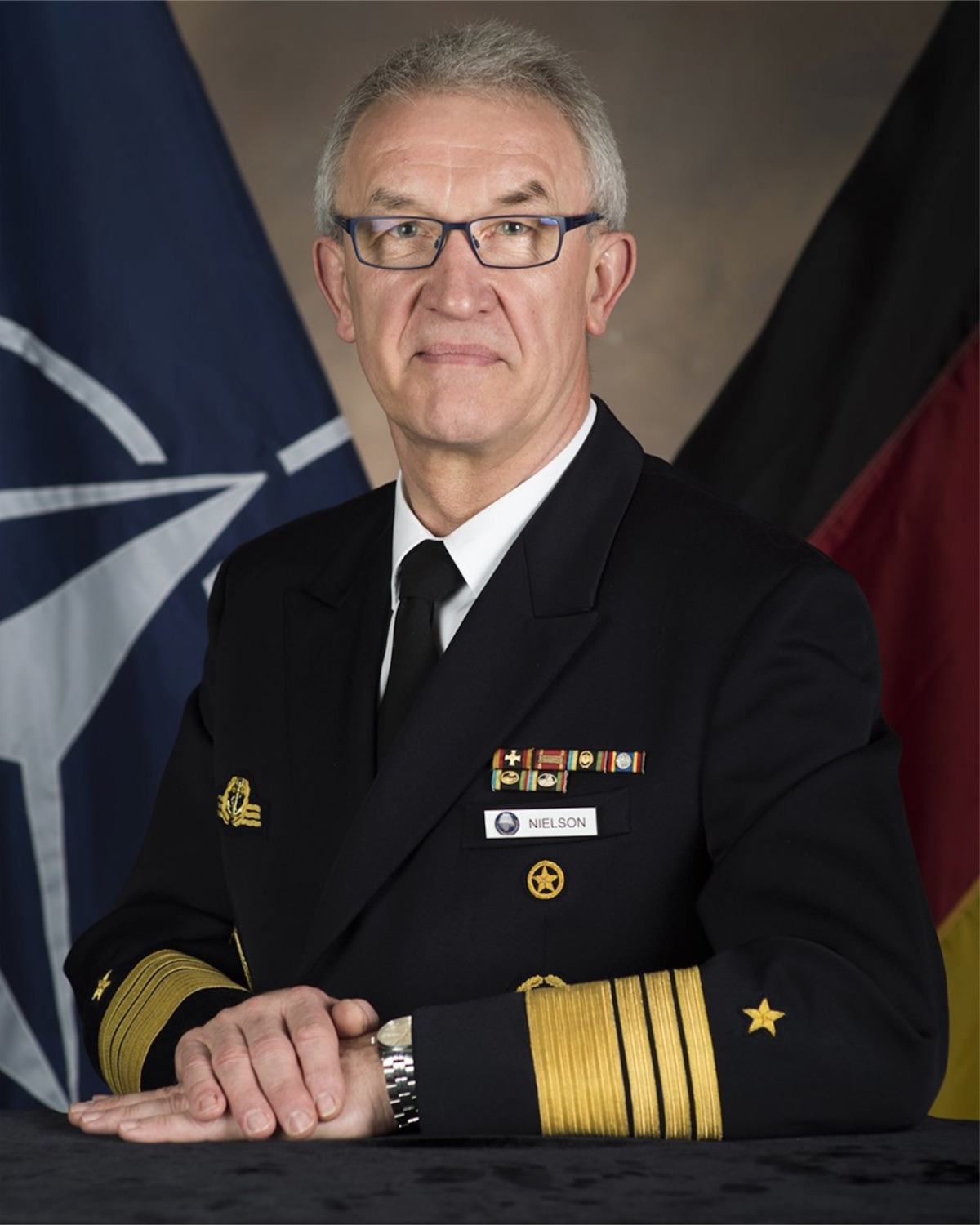
Dienstgradabzeichen des Admirals Manfred Nielson in Form von Tressen

Grundsätzlich unterschieden werden kann zwischen folgenden Typen:
- Schulterklappen: Dienstgradabzeichen sind in der Regel aus Metall gefertigt und werden auf die Schulterklappen der Uniform gesteckt (Die Metallabzeichen können bei selbstbeschafften Dienstgradabzeichen durch handgestickte ersetzt werden). Die Tressen aus Metallgespinst werden auf die Schulterklappen aufgenäht. Diese Form der Dienstgradabzeichen ist besonders repräsentativ und findet sich daher am häufigsten am Dienst- und Gesellschaftsanzug.
- Ärmelabzeichen finden sich nur beim Dienstanzug der Marineuniformträger. Die Dienstgradabzeichen werden in Form von Tressen auf die Jacke oder das Hemd der Dienstanzüge der Marineuniformträger genäht. Historisch fanden sich auch bei Luftwaffe und Heer bis in die 1970er Jahre Ärmelabzeichen.
- Aufschiebeschlaufen werden auf die Schulterklappen der Uniform aufgeschoben. Die Embleme sind stets (ein-)gewebt. Eine Abwandlung sind anklettbare oder aufnähbare Dienstgradabzeichen, die jedoch ansonsten völlig analog gestaltet sind. Aufschiebeschlaufen sind die einfachste Form der Dienstgradabzeichen und sind vorrangig am Feldanzug oder an sonstiger Kampfbekleidung vorzufinden.

## Grundformen der Schulterklappen und Ärmelabzeichen des Dienstanzugs
Die Dienstgradabzeichen aller Dienstgrade werden im Folgenden für einen Überblick zunächst anhand der Dienstgradabzeichen für die Schulterklappen des Dienstanzugs dargestellt. Bei Marineuniformträgern werden zusätzlich Ärmelabzeichen für die Jacke dargestellt. Bei Heeresuniformträgern werden zunächst die Schulterklappen der Jacke dargestellt. Varianten der zunächst vorgestellten Dienstgradabzeichen werden im Anschluss exemplarisch behandelt.
Verwendungsabzeichen bzw. Unterlagen bzw. Paspelierungen sind uneinheitlich Beispiele verschiedener Verwendungsreihen bzw. Truppengattungen. Laufbahnabzeichen für Mannschafts- und Unteroffizierdienstgrade werden nur für Oberfähnriche (zur See) im Truppendienst (nicht Sanitätsoffizieranwärter) berücksichtigt. Dienstgradabzeichen für Marineuniformträger der Dienstgradgruppe der Offiziere werden mit dem Laufbahnabzeichen für Offiziere im Truppendienst (nicht Sanitätslaufbahn, nicht Militärmusikalischer Dienst, nicht Geomilitärischer Dienst) dargestellt. Weitere Zusatzelemente bleiben unberücksichtigt. Für einen genaueren Überblick über die Zusatzelemente siehe folgende Kapitel.

### Mannschaften
| Dienstgrad             | Heer | Luftwaffe                                                                                           | Marine                                                                | Marine                                                                | Bemerkungen |
| ---------------------- | --- | --------------------------------------------------------------------------------------------------- | --------------------------------------------------------------------- | --------------------------------------------------------------------- | --- |
| niedrigster Dienstgrad | Jacke Dienstanzug Heeresuniformträger Panzertruppe                                                                 | Jacke Dienstanzug Luftwaffenuniformträger                                                           | Schulterklappe Dienstanzug Marineuniformträger 10er Verwendungsreihen | Ärmelabzeichen Dienstanzug Marineuniformträger 81er Verwendungsreihe  | • Soldaten im niedrigsten Dienstgrad tragen keine Dienstgradabzeichen (im Soldatenjargon „Schulterglatze“). • Uniformknöpfe aus Metall fixieren Schulterklappen. Der Knopf für Marineuniformträger zeigt einen „unklaren“ (von einem Tau umwundenen) Anker. • Farbige Paspelierung bei Heeres- und Luftwaffenuniformträgern in Farbe der Kragenspiegel • Alle (auch folgende) Embleme (nicht Tressen) auf Schulterklappen aus Metall zum Anstecken. • Ärmelabzeichen für Mannschaften auf dem Oberärmel. |
| Gefreiter              | Jacke Dienstanzug Heeresuniformträger Jägertruppe                                                                  | Jacke Dienstanzug Luftwaffenuniformträger                                                           | Schulterklappe Dienstanzug Marineuniformträger 20er Verwendungsreihen | Ärmelabzeichen Dienstanzug Marineuniformträger 50er Verwendungsreihen | • Alle (auch folgende) goldfarbenen Tressen sind aufgenäht und aus Metallgespinst (Kupferkern mit vergoldetem Neusilbermantel aus 65 % Kupfer, 12 % Nickel, 23 % Zink) • Metallembleme sind altsilberfarben für Heeres- und Luftwaffenuniformträger; goldfarben für Marineuniformträger • Darstellung aller (auch folgender) Schulterklappe und Ärmelabzeichen für linke Schulter und linken Arm. Die Schrägbalken der Dienstgradabzeichen der rechten Seite sind vertikal gespiegelt. • In Heer und Luftwaffe sind die Gefreitenbalken seit Frühjahr 1974 auf den Schulterklappen des Dienstanzuges zu tragen; bis dahin waren sie auf den Oberärmeln platziert. Bei der Marine werden die Dienstgradabzeichen der Mannschaften weiterhin an beiden Oberärmeln des Dienstanzugs geführt, zum Bord- und Gefechtsanzug aber an den Schulterklappen. • Schrägbalken werden im Soldatenjargon, regional unterschiedlich, als „Pommes“ oder „Fritte(n)“ bezeichnet, ihre Träger als „Ein-/Zwei-/Drei-/usw.-Pommes-“ oder „- Frittengeneral(e)“. |
| Obergefreiter          | Jacke Dienstanzug Heeresuniformträger Heeresaufklärungstruppe                                                      | Jacke Dienstanzug Luftwaffenuniformträger                                                           | Schulterklappe Dienstanzug Marineuniformträger 30er Verwendungsreihen | Ärmelabzeichen Dienstanzug Marineuniformträger 40er Verwendungsreihen | |
| Hauptgefreiter         | Jacke Dienstanzug Heeresuniformträger Artillerietruppe                                                             | Jacke Dienstanzug Luftwaffenuniformträger                                                           | Schulterklappe Dienstanzug Marineuniformträger 50er Verwendungsreihen | Ärmelabzeichen Dienstanzug Marineuniformträger 30er Verwendungsreihen | |
| Stabsgefreiter         | Jacke Dienstanzug Heeresuniformträger Heeresflugabwehrtruppe                                                       | Jacke Dienstanzug Luftwaffenuniformträger                                                           | Schulterklappe Dienstanzug Marineuniformträger 60er Verwendungsreihen | Ärmelabzeichen Dienstanzug Marineuniformträger 20er Verwendungsreihen | • Innerer (oberer) Schrägbalken für Stabsgefreite ist von den drei äußeren (unteren) Schrägbalken abgesetzt. |
| Oberstabsgefreiter     | Jacke Dienstanzug Heeresuniformträger Fernmeldetruppe                                                              | Jacke Dienstanzug Luftwaffenuniformträger                                                           | Schulterklappe Dienstanzug Marineuniformträger 30er Verwendungsreihen | Ärmelabzeichen Dienstanzug Marineuniformträger 10er Verwendungsreihen | |
| Korporal               | Dienstgradabzeichen auf der Schulterklappe der Jacke des Dienstanzuges für Heeresuniformträger der Pioniertruppe.  | Dienstgradabzeichen auf der Schulterklappe der Jacke des Dienstanzuges für Luftwaffenuniformträger. | Schulterklappe Dienstanzug Marineuniformträger 60er Verwendungsreihen | Ärmelabzeichen Dienstanzug Marineuniformträger 10er Verwendungsreihen | Der Dienstgrad wurde zum 15. September 2021 eingeführt; für den Dienstanzug wurde bisher nur das Ärmelabzeichen für Marineuniformträger in der Technischen Lieferbedingung beschrieben. Als Anhalt für die Breite des Balkens der Dienstgradabzeichen für die Schulterklappe des Dienstanzugs für den Korporal und Stabskorporal dient stattdessen die Anzugordnung. |
| Stabskorporal          | Dienstgradabzeichen auf der Schulterklappe der Jacke des Dienstanzuges für Heeresuniformträger der Sanitätstruppe. | Dienstgradabzeichen auf der Schulterklappe der Jacke des Dienstanzuges für Luftwaffenuniformträger. | Schulterklappe Dienstanzug Marineuniformträger 60er Verwendungsreihen | Ärmelabzeichen Dienstanzug Marineuniformträger 10er Verwendungsreihen | Der Dienstgrad wurde zum 15. September 2021 eingeführt; für den Dienstanzug wurde bisher nur das Ärmelabzeichen für Marineuniformträger in der Technischen Lieferbedingung beschrieben. Als Anhalt für die Breite des Balkens der Dienstgradabzeichen für die Schulterklappe des Dienstanzugs für den Korporal und Stabskorporal dient stattdessen die Anzugordnung. |

### Unteroffiziere
| Dienstgrad                            | Heer                                                          | Luftwaffe                                 | Marine                                                                                       | Marine                                                                                       | Bemerkungen |
| ------------------------------------- | ------------------------------------------------------------- | ----------------------------------------- | -------------------------------------------------------------------------------------------- | -------------------------------------------------------------------------------------------- | --- |
| Unteroffizier Maat                    | Jacke Dienstanzug Heeresuniformträger Panzergrenadiertruppe   | Jacke Dienstanzug Luftwaffenuniformträger | Schulterklappe Dienstanzug Marineuniformträger 10er Verwendungsreihen                        | Ärmelabzeichen Dienstanzug Marineuniformträger 10er Verwendungsreihen                        | • Alle (auch folgende) Embleme (nicht Tressen) auf Schulterklappen aus Metall zum Anstecken. • Alle (auch folgende) Tressen mit Metallgespinst und aufgenäht. • Metallembleme sind altsilberfarben für Heeres- und Luftwaffenuniformträger; goldfarben für Marineuniformträger • Alle (auch folgende) hellaltgoldfarbene Tressen für Heeres- und Luftwaffenuniformträger mit Metallgespinst Kupferkern mit Neusilbermantel (65 % Kupfer, 12 % Nickel, 23 % Zink); für Marineuniformträger goldfarbene Tressen mit Kupferkern und vergoldetem Neusilbermantel (65 % Kupfer, 12 % Nickel, 23 % Zink) • Farbige Paspelierung für alle Unteroffiziere außer Oberfähnrich und Unterlage beim Oberfähnrich bei Heeres- und Luftwaffenuniformträgern in Farbe der Kragenspiegel. • Ärmelabzeichen (auch folgende bis Obermaat) auf dem Oberärmel. • Umrandung aus Metallgespinst erinnert an das Portepee. • Umrandung wird scherzhaft auch als „(Dackel-) Rennbahn“ bezeichnet.                                                     |
| Stabsunteroffizier Obermaat           | Jacke Dienstanzug Heeresuniformträger Panzertruppe            | Jacke Dienstanzug Luftwaffenuniformträger | Schulterklappe Dienstanzug Marineuniformträger 30er Verwendungsreihen                        | Ärmelabzeichen Dienstanzug Marineuniformträger 20er Verwendungsreihen                        | |
| Feldwebel Bootsmann                   | Jacke Dienstanzug Heeresuniformträger Artillerietruppe        | Jacke Dienstanzug Luftwaffenuniformträger | Schulterklappe Dienstanzug Marineuniformträger 30er Verwendungsreihen                        | Ärmelabzeichen Dienstanzug Marineuniformträger 60er Verwendungsreihen                        | • Alle (auch folgende) Ärmelabzeichen auf dem Unterärmel. |
| Oberfeldwebel Oberbootsmann           | Jacke Dienstanzug Heeresuniformträger Heeresflugabwehrtruppe  | Jacke Dienstanzug Luftwaffenuniformträger | Schulterklappe Dienstanzug Marineuniformträger 60er Verwendungsreihen                        | Ärmelabzeichen Dienstanzug Marineuniformträger 70er Verwendungsreihen                        | |
| Hauptfeldwebel Hauptbootsmann         | Jacke Dienstanzug Heeresuniformträger ABC-Abwehrtruppe        | Jacke Dienstanzug Luftwaffenuniformträger | Schulterklappe Dienstanzug Marineuniformträger 70er Verwendungsreihen                        | Ärmelabzeichen Dienstanzug Marineuniformträger 50er Verwendungsreihen                        | • Das Emblem („Kopfwinkel mit der Spitze nach oben“) wird scherzhaft auch als „Fisch“ bezeichnet. In den Dienstvorschriften wird trotz der Ähnlichkeit keine Verbindung zur Rune Othala hergestellt. |
| Oberfähnrich Oberfähnrich zur See     | Jacke Dienstanzug Heeresuniformträger Heeresfliegertruppe     | Jacke Dienstanzug Luftwaffenuniformträger | Schulterklappe Dienstanzug Marineuniformträger (Truppendienst oder militärfachlicher Dienst) | Ärmelabzeichen Dienstanzug Marineuniformträger (Truppendienst oder militärfachlicher Dienst) | Hinweis: Dienstgradabzeichen für Oberfähnriche werden hier dargestellt, weil sie sich meistens der sonst üblichen Systematik der Dienstgradabzeichen der Offizieranwärter der Dienstgradgruppe der Unteroffiziere entziehen – siehe unten für eine Gesamtschau der Dienstgradabzeichen für Offizieranwärter • Dienstgradabzeichen für Oberfähnriche (zur See) beim Dienstanzug ähneln bereits der Grundform für Offiziere. Hintergrund ist, dass Oberfähnriche (zur See) bereits die Uniform der Offiziere tragen. • Silberne Zierkordel (Metallgespinst mit Aluminiumanteil) als Paspelierung und Schulterklappenunterlage in Farbe der Kragenspiegel bei Heeres- und Luftwaffenuniformträgern wie bei Dienstgradabzeichen der Offiziere (s. u.). Paspelierung erinnert an das Portepee. • Tresse der Marineuniformträger auf den Schulterklappen genau so breit wie Tresse der Ärmelabzeichen. • Die hier dargestellten Varianten für Marineuniformträger sind für Sanitätsoffizieranwärter anders gestaltet (siehe unten). |
| Stabsfeldwebel Stabsbootsmann         | Jacke Dienstanzug Heeresuniformträger Fernmeldetruppe         | Jacke Dienstanzug Luftwaffenuniformträger | Schulterklappe Dienstanzug Marineuniformträger 10er Verwendungsreihen                        | Ärmelabzeichen Dienstanzug Marineuniformträger 40er Verwendungsreihen                        | |
| Oberstabsfeldwebel Oberstabsbootsmann | Jacke Dienstanzug Heeresuniformträger Heeresaufklärungstruppe | Jacke Dienstanzug Luftwaffenuniformträger | Schulterklappe Dienstanzug Marineuniformträger 20er Verwendungsreihen                        | Ärmelabzeichen Dienstanzug Marineuniformträger 30er Verwendungsreihen                        | Angesichts des begrenzten Platzes auf den Schulterklappen des Oberstabsbootsmanns, der das Zusammenrücken der Dienstgradabzeichen unumgänglich macht, und um trotzdem die Abstände zwischen den drei Winkeln gleich zu gestalten, werden üblicherweise zur Darstellung der beiden äußeren Winkel zwei einzelne Anstecker benutzt (statt wie bei Heeres- und Luftwaffenuniformträgern ein Doppelwinkel). |

### Offiziere
| Dienstgrad                          | Heer                                                          | Luftwaffe                                         | Marine                                                                                       | Marine                                                                                       | Bemerkungen |
| ----------------------------------- | ------------------------------------------------------------- | ------------------------------------------------- | -------------------------------------------------------------------------------------------- | -------------------------------------------------------------------------------------------- | --- |
| Leutnant Leutnant zur See           | Jacke Dienstanzug Heeresuniformträger Fallschirmjägertruppe   | Jacke Dienstanzug Luftwaffenuniformträger         | Schulterklappe Dienstanzug Marineuniformträger (Truppendienst oder militärfachlicher Dienst) | Ärmelabzeichen Dienstanzug Marineuniformträger (Truppendienst oder militärfachlicher Dienst) | • Alle (auch folgende) Embleme (nicht Tressen) auf Schulterklappen aus Metall zum Anstecken. • Alle (auch folgende) Tressen mit aufgenäht. • Metallembleme sind silberfarben für Heeres- und Luftwaffenuniformträger bis Oberst; goldfarben für Marineuniformträger und Generale • Alle (auch folgende) goldfarbene Tressen mit Kupferkern und vergoldetem Neusilbermantel (65 % Kupfer, 12 % Nickel, 23 % Zink) • Alle (auch folgende) Ärmelabzeichen auf dem Unterärmel. • Tressen der Marineuniformträger bis Kapitän zur See auf den Schulterklappen genau so breit wie Tressen der Ärmelabzeichen. • Farbige Unterlage aller (auch der folgenden) Schulterklappen bei Heeres- und Luftwaffenuniformträgern in Farbe der Kragenspiegel. • Silberne Zierkordel (Metallgespinst mit Aluminiumanteil) als Paspelierung aller (auch der folgenden Schulterklappen) für Heeres- und Luftwaffenuniformträger bis Dienstgrad Oberst erinnert an das Portepee. • Marineuniformträger der Sanitätslaufbahn und der Laufbahnen militärgeographischer und militärmusikalischer Dienst tragen statt des Sterns abweichende Laufbahnabzeichen auf (diesen und allen folgenden) Ärmelabzeichen und Schulterklappen (siehe unten). • Die Rangtressen auf Unterärmeln und Schulterstücken erhielten erst 1972 die bis heute gültige Anzahl und Abmessungen. Vorher waren die schmalen, mittelbreiten und breiten Tressen auf Ärmeln und Schultern unterschiedlich breit. Außerdem wechselte die Tressenbreite an sich sowie bei einigen Dienstgraden die Anzahl der Rangtressen, da man hier bis Ende 1962 offenkundig dem Vorbild der United States Navy folgte und erst dann zu dem Tressensystem der Reichsmarine und Kriegsmarine zurückkehrte. Bspw. führte bis dahin der Kapitänleutnant nur zwei mittelbreite Tressen (Ärmel 16 mm, Schulter 12 mm) und der Korvettenkapitän zwei mittelbreite und dazwischen eine schmale Tresse (Ärmel 9 mm, Schulter 7 mm). Seit 1972 messen auf Ärmel und Schulter die schmalen Tressen einheitlich 7 mm und die mittelbreiten 14 mm, die breiten Tressen der Admirale messen auf dem Ärmel 52 mm und auf der Schulter 26 mm. Die Abmessungen der Tressen werden seit Mitte der 1990er Jahre nicht mehr in Millimetern benannt, sondern man spricht nur noch von schmalen, mittelbreiten und breiten Tressen. |
| Oberleutnant Oberleutnant zur See   | Jacke Dienstanzug Heeresuniformträger Panzertruppe            | Jacke Dienstanzug Luftwaffenuniformträger         | Schulterklappe Dienstanzug Marineuniformträger (Truppendienst oder militärfachlicher Dienst) | Ärmelabzeichen Dienstanzug Marineuniformträger (Truppendienst oder militärfachlicher Dienst) | |
| Hauptmann Kapitänleutnant           | Jacke Dienstanzug Heeresuniformträger Heeresaufklärungstruppe | Jacke Dienstanzug Luftwaffenuniformträger         | Schulterklappe Dienstanzug Marineuniformträger (Truppendienst oder militärfachlicher Dienst) | Ärmelabzeichen Dienstanzug Marineuniformträger (Truppendienst oder militärfachlicher Dienst) | |
| Stabshauptmann Stabskapitänleutnant | Jacke Dienstanzug Heeresuniformträger Artillerietruppe        | Jacke Dienstanzug Luftwaffenuniformträger         | Schulterklappe Dienstanzug Marineuniformträger (militärfachlicher Dienst)                    | Ärmelabzeichen Dienstanzug Marineuniformträger (militärfachlicher Dienst)                    | • Das Dienstgradabzeichen für den Stabskapitänleutnant entsprach anfangs dem Dienstgradabzeichen des Kapitänleutnants, doch führte er oberhalb der drei Tressen und ggf. unter dem Seestern zusätzlich zwei goldfarbene, horizontal bzw. liegend gebundene Eichenlaubblätter. Im Mai 1996 wurde die Einführung des neuen, bis heute unveränderten Abzeichens verfügt. |
| Major Korvettenkapitän              | Jacke Dienstanzug Heeresuniformträger Feldjägertruppe         | Jacke Dienstanzug Luftwaffenuniformträger         | Schulterklappe Dienstanzug Marineuniformträger (Truppendienst)                               | Ärmelabzeichen Dienstanzug Marineuniformträger (Truppendienst)                               | • Eichenlaub ist ein traditionelles deutsches Symbol |
| Oberstleutnant Fregattenkapitän     | Jacke Dienstanzug Heeresuniformträger Heeresflugabwehrtruppe  | Jacke Dienstanzug Luftwaffenuniformträger         | Schulterklappe Dienstanzug Marineuniformträger (Truppendienst)                               | Ärmelabzeichen Dienstanzug Marineuniformträger (Truppendienst)                               | |
| Oberst Kapitän zur See              | Jacke Dienstanzug Heeresuniformträger ABC-Abwehrtruppe        | Jacke Dienstanzug Luftwaffenuniformträger         | Schulterklappe Dienstanzug Marineuniformträger (Truppendienst)                               | Ärmelabzeichen Dienstanzug Marineuniformträger (Truppendienst)                               | |
| Brigadegeneral Flottillenadmiral    | Jacke Dienstanzug Heeresuniformträger General                 | Jacke Dienstanzug Luftwaffenuniformträger General | Schulterklappe Dienstanzug Marineuniformträger (Truppendienst)                               | Ärmelabzeichen Dienstanzug Marineuniformträger (Truppendienst)                               | • Goldene Zierkordel (Metallgespinst aus Silberdraht mit Goldauflage, feuervergoldet) als Paspelierung aller (auch der folgenden Schulterklappen) für alle Generale erinnert an das Portepee. • Äußerste Tresse der Schulterklappen der Flaggoffiziere auf den Schulterklappen nur halb so breit wie unterste Tresse der Ärmelabzeichen |
| Generalmajor Konteradmiral          | Jacke Dienstanzug Heeresuniformträger General                 | Jacke Dienstanzug Luftwaffenuniformträger General | Schulterklappe Dienstanzug Marineuniformträger (Truppendienst)                               | Ärmelabzeichen Dienstanzug Marineuniformträger (Truppendienst)                               | |
| Generalleutnant Vizeadmiral         | Jacke Dienstanzug Heeresuniformträger General                 | Jacke Dienstanzug Luftwaffenuniformträger General | Schulterklappe Dienstanzug Marineuniformträger (Truppendienst)                               | Ärmelabzeichen Dienstanzug Marineuniformträger (Truppendienst)                               | |
| General Admiral                     | Jacke Dienstanzug Heeresuniformträger General                 | Jacke Dienstanzug Luftwaffenuniformträger General | Schulterklappe Dienstanzug Marineuniformträger (Truppendienst)                               | Ärmelabzeichen Dienstanzug Marineuniformträger (Truppendienst)                               | • Die Schulterklappe eines Admirals ist weder in der Zentralvorschrift bildlich dargestellt noch in einer Technischen Lieferbedingung genauer beschrieben. Wenn die Außenmaße der Schulterklappe unverändert bleiben, muss der Stern die innerste Tresse wie dargestellt teilweise bedecken. |

### Varianten
Neben den Dienstgradabzeichen auf hellgrauen Schulterklappen wie oben gezeigt existiert für Heeresuniformträger eine Variante (siehe Bild a) auf dunkelgrauem Tuch, die vor allem auf Diensthemd und Mantel angebracht wird. Außer dem andersfarbigen Gewebe sind die Dienstgradabzeichen ansonsten völlig identisch.
Für Marineuniformträger der Dienstgradgruppe Mannschaften ist das Tragen der dunkelblauen Jacke mit entsprechenden Ärmelabzeichen wie oben dargestellt relativ selten, da Mannschaften vor Vollendung des 30. Lebensjahres statt der Jacke i. d. R. das weiße oder dunkelblaue Hemd tragen. Die dort aufgenähten Ärmelabzeichen sind schlichter als die Dienstgradabzeichen der Jacke, in Form und Abmessungen aber völlig identisch. Statt Tressen mit Metallgespinstanteilen bestehen die Schrägbalken aus goldgelben oder stahlblauen Tressen ohne Metallgespinstanteil (siehe Bild b und c).

a Dunkelgraue Schulterklappe für Heeresuniformträger (hier: Stabsunteroffizier Panzertruppe)
b Ärmelabzeichen für das dunkelblaue Hemd (hier: Oberstabsgefreiter 10er Verwendungsreihen)
c Ärmelabzeichen für das weiße Hemd (hier: Obergefreiter 20er Verwendungsreihen)

### Besonderheiten
Abweichend von der obigen Darstellung tragen Marineuniformträger der Dienstgradgruppe der Mannschaften im Wachbataillon beim Bundesministerium der Verteidigung (WachBtl BMVg) keine Ärmelabzeichen. Entgegen der Zentralrichtlinie werden in repräsentativen Truppenteilen (u. a. WachBtl BMVg und Stabsmusikkorps der Bundeswehr) auch für Mannschaften und Unteroffiziere die Kragenspiegel beim Dienstanzug in Farbe der Kragenspiegel unterlegt. Abweichend von der obigen Darstellung für die Jacke des Dienstanzugs entfällt an der Schibluse die farbige Paspelierung oder Unterlage in Farbe der Kragenspiegel. Heeres- und Luftwaffenuniformträgern der Dienstgradgruppe Offiziere ist anstelle der Metallabzeichen das Tragen selbstbeschaffter handgestickter Dienstgradabzeichen gestattet – in der Praxis ist dieser Typ aber sehr selten.

## Schulterklappen und Ärmelabzeichen des Gesellschaftsanzugs
Am Gesellschaftsanzug muss zwischen Heeres-, Marine- und Luftwaffenuniformträgern sowie Geschlechtern unterschieden werden.

### Männer
Bei männlichen Heeresuniformträgern ist das Gewebe der mit Seide überzogenen Schulterklappe passend zum Jacket schwarz (vgl. Bild), während die Schulterklappen bei Luftwaffenuniformträgern dunkelblau sind. Schulterklappen für Unteroffiziere (außer Oberfähnriche) sind schmaler als die der Offiziere. Männliche Marineuniformträger tragen die von der Jacke bekannten Ärmelabzeichen, die daher hier nicht weiter beschrieben werden.
Bei Offizieren sind für die Schulterklappen handgestickte Abzeichen die Regel (erlaubt sind auch Metallanstecker, die in der Praxis jedoch nur sehr selten vorkommen). Die Dienstgradabzeichen der Schulterklappen sind für Unteroffiziere mit Portepee handgestickt. Laufbahnabzeichen für die Schulterklappen der Sanitätsoffizieranwärter der Dienstgradgruppe Unteroffiziere ohne Portepee sind entweder selbstbeschafft und handgestickt oder aus Metall wie für „gewöhnliche“ Schulterklappen des Dienstanzugs; Laufbahnabzeichen der übrigen Dienstgradgruppen sind in der Ausführung der Dienstgradabzeichen ausgeführt.
Die Schulterklappen sind mit einer Zierkordel aus Metallgespinst paspeliert: Generale tragen eine goldfarbene Zierkordel, bei sonstigen Offizieren und Oberfähnrichen ist sie silberfarben (vgl. Bild), bei sonstigen Unteroffizieren hellaltgoldfarben. Die umlaufende hellaltgoldene Tresse der Unteroffiziere ist aus Metallgespinst und für den Gesellschaftsanzug nur 0,4 cm statt wie beim Dienstanzug 0,8 cm breit (in der Praxis ist diese Umrandung jedoch nur selten anzutreffen). Beim Gesellschaftsanzug entfallen alle farbigen Paspelierungen oder Unterlagen in Farbe der Kragenspiegel.

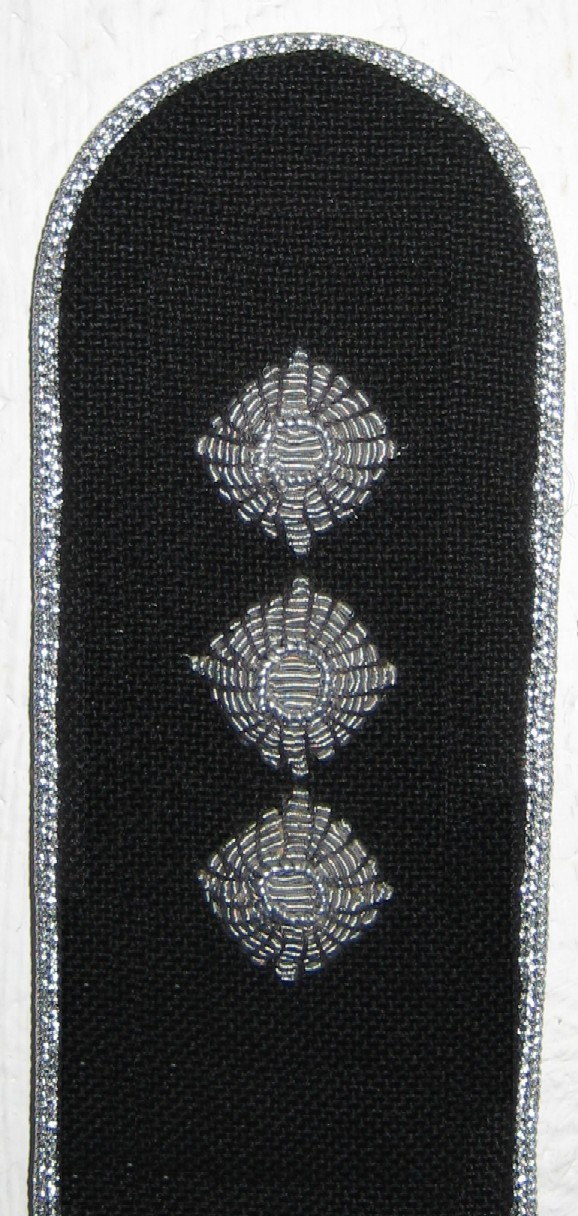
Schulterklappe für Gesellschaftsanzug Heeresuniformträger (hier Hauptmann)

### Frauen
Weibliche Soldaten tragen dunkelblaue Schulterklappen. Die Schulterklappen entsprechen in Formen und Maßen denen der Männer. Nur die Ausführung einiger Dienstgradabzeichen weicht leicht ab. Eine Besonderheit für weibliche Marineuniformträger der Sanitätslaufbahn ist, dass die Tressenbreite der Dienstgrade Oberfähnrich zur See (SanOA) bis Flottenarzt/-apotheker nur 10 und 5 mm beträgt. Die Tressenbreite der weiblichen Marineuniformträger in allen anderen Laufbahnen beträgt stattdessen die üblichen 14 und 7 mm. Laufbahn- und Verwendungsabzeichen der Dienstgradgruppe Unteroffiziere ohne Portepee sowie die horizontalen Doppelbalken für Maate und Obermaate (BA) sind entweder handgestickt oder aus Metall wie für „gewöhnliche“ Schulterklappen des Dienstanzugs; Laufbahnabzeichen der übrigen Dienstgradgruppen sind in der Ausführung der Dienstgradabzeichen gehalten.

## Grundformen der Aufschiebeschlaufen
Aufschiebeschlaufen sind in aller Regel sinngemäß völlig analog zu den oben gezeigten Schulterklappen gestaltet. Es ist daher ausreichend, im Folgenden statt einer erneuten Auflistung aller Dienstgrade nur exemplarisch die verschiedenen Ausführungen vorzustellen. Dienstlich gelieferte Aufschiebeschlaufen sind gewebt. Der häufigste Aufschiebeschlaufentyp für den Feldanzug weist schwarze oder goldene Embleme auf steingrau-olivem Grundgewebe auf:
| Dienstgradgruppe        | Heer                                                                                | Luftwaffe                                                                           | Marine                                                            | Bemerkung |
| ----------------------- | ----------------------------------------------------------------------------------- | ----------------------------------------------------------------------------------- | ----------------------------------------------------------------- | --- |
| Mannschaften            | Aufschiebeschlaufe Feldanzug Heeresuniformträger Jägertruppe                        | Aufschiebeschlaufe Feldanzug Dienstanzug Luftwaffenuniformträger                    | Aufschiebeschlaufe Feldanzug Marineuniformträger                  | • Bei Heeresuniformträgern liegen an der Ärmeleinsatznaht Schlaufen aus 0,4 cm breiter geklöppelter Flachlitze (kurz als Litze bezeichnet) in den Farben der Kragenspiegel an. • Aufschiebeschlaufen dieses Typs für Luftwaffenuniformträger weisen zur Unterscheidung der Uniformen von Marine- und Heeresuniformträgern eingewebte Doppelschwingen auf. Die Aufschiebeschlaufe mit Doppelschwinge sind länger als alle anderen Aufschiebeschlaufentypen. Bei Luftwaffenuniformträgern weisen nur steingrau-olive Aufschiebeschlaufentypen die Doppelschwinge auf. • Soldaten im niedrigsten Dienstgrad tragen i. d. R. keine Aufschiebeschlaufen. Ausnahmen sind Unteroffizier-/Maatanwärter, Bootsmannanwärter (vgl. unten) sowie Luftwaffenuniformträger, die auf steingrau-oliven Aufschiebeschlaufen ohne weitere Dienstgradabzeichen die Doppelschwinge tragen. |
| Unteroffiziere          | Aufschiebeschlaufe Feldanzug Heeresuniformträger Stabsunteroffizier Fernmeldetruppe | Aufschiebeschlaufe Feldanzug Dienstanzug Luftwaffenuniformträger Oberstabsfeldwebel | Aufschiebeschlaufe Feldanzug Marineuniformträger Bootsmann        | |
| Stabsoffiziere          | Aufschiebeschlaufe Feldanzug Heeresuniformträger Oberst Heereslogistiktruppe        | Aufschiebeschlaufe Feldanzug Dienstanzug Luftwaffenuniformträger Oberst             | Aufschiebeschlaufe Feldanzug Marineuniformträger Fregattenkapitän | • Diese Aufschiebeschlaufen werden auch auf dem Feldanzug, 3-Farben-Tarndruck getragen. • Die von Schulterklappen und Ärmelabzeichen vom Dienstanzug bekannten Sterne (s.o) werden bei Aufschiebeschlaufen nur von manchen Offizieranwärtern getragen (vgl. unten). |
| Generale Flaggoffiziere | Aufschiebeschlaufe Feldanzug Heeresuniformträger General                            | Aufschiebeschlaufe Feldanzug Luftwaffenuniformträger Generalleutnant                | Aufschiebeschlaufe Feldanzug Marineuniformträger Admiral          | |

### Varianten
Fast völlig analog gestaltete Aufschiebeschlaufen für andersfarbige Uniformteile existieren sowohl für Heeres-, Luftwaffen- als auch Marineuniformträger.
Heeresuniformträger tragen beispielsweise auf den Schulterklappen des grauen Pullovers und des Blousons schwarze Aufschiebeschlaufen mit hellgrauen (bei Generalen goldgelben) Emblemen.
Bei Marineuniformträgern sind dunkelblaue Aufschiebeschlaufen mit goldgelben Emblemen weit verbreitet und werden beispielsweise am Bordparka angebracht. Für den Bord- und Gefechtsanzug in der Tropenausführung sind für Marineuniformträger Aufschiebeschlaufen auf beigem Grundgewebe vorgesehen.
Für Luftwaffenuniformträger existiert für die Fliegerkombination eine Variante „hellgraue (goldgelbe für Generale) Embleme auf dunkelblauen Grundgewebe“ (ohne Doppelschwinge). Da letztere Farbkombination für Heeresuniformträgern unzulässig ist, kann die Doppelschwinge als Unterscheidungsmerkmal entfallen (ist aber beispielsweise bei der Fliegerkombi an anderer Stelle der Uniform angebracht).

Schwarzes Grundgewebe mit hellgrauen Emblemen für Heeresuniformträger (hier: Oberst ABC-Abwehrtruppe, grauer Pullover)
Dunkelblaues Grundgewebe mit hellgrauen Emblemen für Luftwaffenuniformträger (hier: Hauptmann, grau-blaue Fliegerkombination)
Dunkelblaues Grundgewebe mit goldgelben Emblemen für Marineuniformträger (hier: Kapitänleutnant, Bordparka)
Beiges Grundgewebe mit goldenen Emblemen für Bord- und Gefechtsanzug, Tropen (hier: Bootsmann)

Nicht abgebildet sind annähbare oder anklettbare Dienstgradabzeichen für Sonderbekleidung wie beispielsweise die Panzerkombination oder Flugdienstanzug. Sie sind völlig analog zu den oben vier vorgestellten Aufschiebeschlaufentypen gestaltet. Meist sind sie jedoch rechteckig und nicht leicht trapezförmig wie die Aufschiebeschlaufen. Bei diesem Aufschiebeschlaufentyp tragen Heeresuniformträger keine Flachlitze in Farbe der Kragenspiegel.

### Wieder eingeführte Varianten
Durch die zum 15. September 2021 in Kraft getretene Änderung der Anordnung des Bundespräsidenten über die Dienstgradbezeichnungen und die Uniform der Soldatinnen und Soldaten sind wieder weiße Dienstgradabzeichen für Heeres- und Luftwaffenuniformträger genehmigt. Die Anzugordnung wird dahingehend voraussichtlich entsprechend ergänzt.
Zwischen 1996 und 2021 hat der Bundespräsident ausschließlich schwarze statt silberne Dienstgradabzeichen angeordnet. Konkret wurde durch die Anordnung zur Änderung der Anordnung des Bundespräsidenten über die Dienstgradbezeichnungen und die Uniform des Soldaten vom 7. Februar 1996 (BGBl. I S. 218) festgelegt, dass „am Kampfanzug, Tarndruck an Stelle der silberfarbenen Dienstgradabzeichen schwarzfarbene Dienstgradabzeichen getragen“ werden. Die ZDv 37/10 wurde einhergehend zunächst um folgenden Hinweis ergänzt: „Bis zur Auslieferung von olivfarbenen Dienstgradaufschiebeschlaufen mit schwarzen Abzeichen für Mannschaften, Unteroffiziere und Offiziere bis Oberst des Heeres und der Luftwaffe sind die Aufschiebeschlaufen mit den entsprechenden grau eingewebten Abzeichen aufzutragen.“ Dieser Hinweis war in der ZDv 37/10 später entfallen. Für selbst beschaffte stein-grau olive Aufschiebeschlaufen sah die ZDv 37/10 schwarze Embleme vor; sonst traf die ZDv 37/10 im Text keine explizite Aussage zur Farbe der Embleme der steingrau-oliven Aufschiebeschlaufen. Die ZDv 37/10 bildete zunächst sogar weiter hellgraue Dienstgradabzeichen auf steingrau-olivem Grundgewebe für sowohl oliv-unifarbene Oberbekleidung als auch für den Feldanzug, Tarndruck ab. Die Aufschiebeschlaufen mit hellgrauen Emblemen auf steingrau-olivem Grundgewebe wurden nicht mehr dienstlich gefertigt. Restbestände wurden in Einzelfällen aber weiterhin ausgegeben und auf den Schulterklappen der Flecktarnbekleidung aufgetragen, obwohl dies dem Text der ZDv 37/10 und der Anordnung des Bundespräsidenten über die Dienstgradbezeichnungen und die Uniform des Soldaten widersprach. Insgesamt war dieser Aufschiebeschlaufentyp daher in jener Zeit als „auslaufend“ aber als „noch“ geduldet zu beschreiben. Für oliv-unifarbene Oberbekleidung war das Tragen der weißen Embleme auf steingrau-oliven und (damals noch) dienstlich gelieferten Aufschiebeschlaufen weiter vorschriftsgemäß – in der Praxis waren uniolivfarbene Uniformen aber nur noch selten anzutreffen. Größere Ausnahmen waren beispielsweise beim Heer die unifarben-oliven Flugdienstanzüge der Heeresflieger und ähnliche Overalls der Wartungsteams der Heeresflieger, zu denen man vorschriftsgemäß weiter silberfarbene Embleme tragen könnte.

a Aufschiebeschlaufen mit hellgrauen Emblemen auf steingrau-olivem Grundgewebe für Heeresuniformträger (hier: Oberstabsfeldwebel Heeresaufklärungstruppe)
b Aufschiebeschlaufen mit hellgrauen Emblemen auf steingrau-olivem Grundgewebe für Luftwaffenuniformträger (hier: Oberstleutnant)

### Flecktarnvarianten
Gemäß Anzugordnung sind Varianten der Aufschiebeschlaufen mit schwarzen, hellgrauen (für Heeres- oder Luftwaffenuniformträger außer Generale) oder goldenen (für Marineuniformträger und Generale) Emblemen auf 5- oder 3-Farben-Tarndruck zulässig. Diese Varianten werden nicht dienstlich geliefert; die Anzugordnung erlaubt jedoch ausdrücklich die Selbstbeschaffung.

Aufschiebeschlaufen mit schwarzen Emblemen auf 5-Farben-Flecktarn für Heeresuniformträger (hier: Leutnant Panzertruppe)
Aufschiebeschlaufen mit hellgrauen Emblemen auf 5-Farben-Flecktarn für Heeresuniformträger (hier: Oberst Heereslogistiktruppe)
Aufschiebeschlaufen mit schwarzen Emblemen auf 3-Farben-Flecktarn für Heeresuniformträger (hier: Oberstabsfeldwebel Heeresfliegertruppe)
Aufschiebeschlaufen mit schwarzen Emblemen auf 5-Farben-Flecktarn für Luftwaffenuniformträger (hier: Stabshauptmann)
Aufschiebeschlaufen mit hellgrauen Emblemen auf 5-Farben-Flecktarn für Luftwaffenuniformträger (hier: Hauptfeldwebel)
Aufschiebeschlaufen mit schwarzen Emblemen auf 3-Farben-Flecktarn für Luftwaffenuniformträger (hier: Oberstleutnant)
Aufschiebeschlaufen mit goldgelben Emblemen auf 5-Farben-Flecktarn für Marineuniformträger (hier: Hauptgefreiter)
Aufschiebeschlaufen mit goldgelben Emblemen auf 3-Farben-Flecktarn für Marineuniformträger (hier: Kapitänleutnant)

## Zusatzelemente
Verschiedene Zusatzelemente ergänzen die oben vorgestellten Dienstgradabzeichen in allen Varianten. Sie dienen häufig der Kennzeichnung der Dienstgrad- oder Laufbahngruppe des Trägers oder der Zugehörigkeit zu einer anderen Gruppe innerhalb der Bundeswehr. Da die Rangstufen durch die oben gezeigten Dienstgradabzeichen bereits vollständig abgebildet werden, sind die Zusatzelemente nicht Teil der eigentlichen Dienstgradabzeichen. Für approbierte Sanitätsoffiziere sowie für einige Offizieranwärter der Dienstgradgruppe der Unteroffiziere, die spezielle von den üblichen Dienstgradbezeichnungen abweichende Dienstgradbezeichnungen besitzen, sind die Zusatzelemente aber wichtig, um die Bezeichnung des Dienstgrads eindeutig zu signalisieren.

### Doppelschwinge
In die oliv-steingrauen Aufschiebeschlaufen der Luftwaffenuniformträger ist die Doppelschwinge (auch Fliegerschwinge) in Farbe der sonstigen Embleme (meist schwarz bzw. goldfarben für Generale) eingewebt. Die Doppelschwinge, die sich auch an vielen anderen Uniformteilen der Luftwaffenuniformträger findet, dient der Abgrenzung zu den steingrau-oliven Aufschiebeschlaufen der Heeresuniformträger. Aufschiebeschlaufen mit der Doppelschwinge sind länger und breiter als alle anderen Aufschiebeschlaufen. Auch Luftwaffenuniformträger im niedrigsten Dienstgrad tragen Aufschiebeschlaufen mit der Doppelschwinge auf sonst leeren Aufschiebeschlaufen, um die Abgrenzung zu Heeresuniformträgern mit sonst gleichen Feldanzügen sicherzustellen.

Flieger (Luftwaffenuniform)
Major (Luftwaffenuniform)
Generalmajor (Luftwaffenuniform)

### Waffenfarbe
Farbige Unterlagen oder Paspelierungen für Schulterklappen (nicht für das Jackett des Gesellschaftsanzuges und z. T. nicht für die Schibluse) bei Heeres- und Luftwaffenuniformträgern sowie 4 mm breite Flachlitzen unterhalb (d. h. an der Ärmeleinsatznaht anliegend) der Aufschiebeschlaufen (nicht bei annähbaren oder anklettbaren Dienstgradabzeichen) bei Heeresuniformträgern kennzeichnen die Zugehörigkeit zu einer Truppengattung, zur Gruppe der Luftwaffenuniformträger, zur Gruppe der Generale oder zur Gruppe der Offiziere im Generalstabsdienst (i. G.). Diese Farbe wird meist als Waffenfarbe bezeichnet und entspricht der Farbe der Kragenspiegel. Waffenfarbe der Generale ist hochrot, bei Offizieren im Generalstabsdienst karmesin, bei anderen Luftwaffenuniformträgern goldgelb, bei anderen Heeresuniformträger in der für die Truppengattung charakteristischen Farbe.

### Verwendungsabzeichen
Marineuniformträger der Dienstgradgruppen Mannschaften und Unteroffiziere tragen auf den Schulterklappen und auf den Ärmeln (nicht aber auf Aufschiebeschlaufen oder aufgenähten oder gekletteten, wenn die Dienstgradabzeichen gewebt sind) Verwendungsabzeichen, wenn sie nicht die Laufbahnabzeichen für Offiziere oder für Offizieranwärter tragen (vgl. unten). Verwendungsabzeichen nehmen bei Marineuniformträgern eine ähnliche Funktion wie die Waffenfarbe bei Heeres- und Luftwaffenuniformträger ein, denn sie zeigen die Zugehörigkeit zu einer Verwendungsreihe. Für Schulterklappen sind die Verwendungsabzeichen wie die Dienstgradabzeichen goldfarbene metallgeprägte Anstecker. Für die Ärmel sind selbige in Form und Farbe identisch, lediglich in gestickter Ausführung aufgebracht, wobei Metallfadenstickerei definitiv ausgenommen ist.
Die Verwendungsabzeichen für die Ärmel sind in der Regel maschinengestickt. Nur die stahlblauen Verwendungsabzeichen für das weiße Hemd für Mannschaften sind gewebt. Matrosen tragen die Verwendungsabzeichen auf sonst leeren Schulterklappen bzw. Oberärmeln. Verwendungsabzeichen werden am Ärmel direkt mittig unterhalb (Mannschaften), mittig oberhalb (Unteroffiziere mit Portepee) der Dienstgradabzeichen oder innerhalb des von den Tressen gebildeten Quadrats (bei Maat und Obermaat) positioniert. Auf Schulterklappen wird das Verwendungsabzeichen zwischen Knopf und Dienstgradabzeichen getragen. (Auch asymmetrische) Verwendungsabzeichen für die linke und rechte Seite sind meist identisch, nur für die Verwendungsreihe 81 existieren linke und rechte Verwendungsabzeichen derart, dass die Schlange stets nach vorne blickt. Die Verwendungsabzeichen sind Abwandlungen des „klaren“ oder „unklaren“ Ankers und existieren für folgende Verwendungsreihen:

Seemännischer Dienst (10er)
Marineführungsdienst (20er)
Marinewaffendienst (30er)
Marinetechnikdienst (40er)
Marinefliegerdienst (50er)
Logistik und Stabsdienst (60er)
Verkehrswesen und Marinesicherungsdienst (70er)
Verwendungsreihe Sanitätsdienst (81) (Ausführung für linken Ärmel)
Verwendungsreihe Militärmusikdienst (85)

### Kennzeichnungen für Offiziere

#### Kennzeichnungen für Offiziere in Heeres- und Luftwaffenuniform
Bei Heeres- und Luftwaffenuniformträgern sind die Schulterklappen des Dienst- und Gesellschaftsanzugs der Generale wie oben gezeigt mit einer goldenen Zierkordel aus Metallgespinst paspelliert, bei allen anderen Offizieren mit einer silbernen Zierkordel aus Metallgespinst. Diese Zierkordel enthält bei Generalen Metallgespinst aus Silberdraht mit Goldauflage (feuervergoldet), bei anderen Offizieren Metallgespinst mit Aluminiumanteil. Gleichartige Paspeln finden sich als Paspelierung auch an anderen Uniformteilen, u. a. als Kragenvorstoß der Jacke des Dienstanzug der Offiziere und Oberfähnriche oder als Biese einiger Kopfbedeckungen (Schirmmütze, Bergmütze).

#### Laufbahnabzeichen für Offiziere in Marineuniform
Verschiedene Laufbahnabzeichen kennzeichnen die verschiedenen Laufbahnen der Offiziere. Offiziere in Marineuniform tragen keine Verwendungsabzeichen. Laufbahnabzeichen im militärgeographischen Dienst ist ein stilisierter Globus mit dem Schriftzug GEO. Offiziere im militärmusikalischen Dienst tragen eine dreisaitige Lyra. Ein fünfzackiger stumpfer Stern (Seestern) mit Spitze nach oben kennzeichnet die Offiziere des Truppendienstes und im militärfachlichen Dienst. (Für das Laufbahnabzeichen der Sanitätsoffiziere: siehe unten).
Die Laufbahnabzeichen werden oberhalb der goldfarbenen waagerechten Tressen angeordnet. Auf gewebten Aufschiebeschlaufen (auch nicht entsprechende angeklettete oder aufgenähte) werden von Offizieren keine Verwendungs- und Laufbahnabzeichen getragen. Die Laufbahnabzeichen sind für alle Ärmelabzeichen der Offiziere handgestickt und aus goldfarbenem Metallgespinst gefertigt. Laufbahnabzeichen für Schulterklappen sind in der Regel metallgeprägte goldfarbene Anstecker im Stil der Dienstgradabzeichen für Unteroffiziere und Mannschaften. Für dunkelblaue Schulterklappen sind auch handgestickte Seesterne aus goldfarbenem Metallgespinst zugelassen, jedoch praktisch nicht in Verwendung. Das asymmetrische Laufbahnabzeichen für den militärgeographischen Dienst ist für die linke und rechte Seite identisch.

Schulterklappe Fregattenkapitän im Truppen- oder militärfachlichen Dienst
Schulterklappe Stabskapitänleutnant im militärgeographischen Dienst[A 3]
Schulterklappe Stabskapitänleutnant im Militärmusikdienst[A 4]
Ärmelabzeichen Kapitän zur See im Truppendienst
Ärmelabzeichen Leutnant zur See im militärgeographischen Dienst
Ärmelabzeichen Leutnant zur See im Militärmusikdienst

#### Laufbahnabzeichen für Sanitätsoffiziere
Sanitätsoffiziere tragen an allen Schulterklappen und Ärmelabzeichen zusätzlich zu den Dienstgradabzeichen auf den Schulterklappen und Aufschiebeschlaufen besondere Laufbahnabzeichen entsprechend der Studienrichtung. Erst die Laufbahnabzeichen ermöglichen die korrekte Ansprache Sanitätsoffiziere mit traditionell anderslautenden Dienstgradbezeichnungen (Flottenapotheker, Oberstveterinär, Generalarzt usw.).
Für Marineuniformträger nimmt dieses Element durchgängig die Rolle eines Laufbahnabzeichens ein (vgl. oben) und wird an Stelle der oben beschriebenen Laufbahnabzeichen (Seestern, Lyra oder Globus) getragen. Zusätzlich gilt bei Marineuniformträgern, dass Sanitätsoffiziere im Gegensatz zu den anderen Offizieren das Laufbahnabzeichen auch auf gewebten Aufschiebeschlaufen tragen. Das Laufbahnabzeichen zeigt je nach Studienrichtung den Äskulapstab oder Abwandlungen davon.
- Humanmedizin: Äskulapstab, Schlange in doppelter Windung
- Zahnmedizin: Äskulapstab, Schlange in einfacher Windung[A 5]
- Pharmazie: Schlange in doppelter Windung über einer Schale[A 5]
- Tiermedizin: Schlange in doppelter Windung (Sanitätslaufbahn mit der Fachrichtung Tiermedizin existiert nur für Heeresuniformträger)

Die Farbe, die stets der Farbe der Dienstgradabzeichen entspricht, und die sonstige Ausführung der Laufbahnabzeichen gleicht den Laufbahnabzeichen für alle Schulterklappen und Ärmelabzeichen (vgl. oben). Für Aufschiebeschlaufen werden die Laufbahnabzeichen eingestickt auf schmalen, je nach Farbe der Aufschiebeschlaufen dunkelblauen, schwarzen oder steingrau-oliven Aufschiebeschlaufen geliefert. Dadurch müssen Marineuniformträger auch für die steingrau-oliven Aufschiebeschlaufen eigentlich nicht wie beim Seestern auf das metallgeprägte Laufbahnabzeichen zurückgreifen. In der Praxis tragen Marineuniformträger auf allen Aufschiebeschlaufen dennoch häufig metallgeprägte Äskulapstäbe, auch wenn ausdrücklich für alle Aufschiebeschlaufen gestickte Sanitätslaufbahnabzeichen festgelegt sind. Durch die Umstellung der Aufschiebeschlaufen für Luftwaffen- und Heeresuniformträger von hellgrauen auf schwarze Embleme (vgl. oben), sind bei Heeres- und Luftwaffenuniformträgern in der Praxis (noch) recht häufig Aufschiebeschlaufen mit schwarzen Dienstgradabzeichen aber hellgrauen Laufbahnabzeichen zu beobachten, obwohl dies unzulässig ist. Der Kopf der Schlange zeigt beiderseits nach vorn. Daher werden die asymmetrischen Laufbahnabzeichen paarweise für links und rechts geliefert.

Schulterklappe Generalarzt (Dienstanzug Heeresuniformträger Zahnarzt)
Aufschiebeschlaufe Oberfeldarzt (Pullover Heeresuniformträger Heeresfliegertruppe Arzt)
Aufschiebeschlaufe Oberstabsapotheker (Feldanzug Luftwaffenuniformträger Apotheker)
Aufschiebeschlaufe Generalstabsarzt (Feldanzug Luftwaffenuniformträger Arzt)
Ärmelabzeichen Flottenarzt (Marineuniformträger Arzt)

### Kennzeichnungen für Offizieranwärter

#### Kennzeichnungen für Offizieranwärter in Heeres- und Luftwaffenuniform
Fast alle Offizieranwärter in Heeres- und Luftwaffenuniform tragen in Vorgriff auf die von den Uniformen der Offiziere bekannte silberne Paspelierung meist eine entsprechend gestaltete Metallgespinstkordel in Form einer Überziehschlaufe. Die hier beschriebene Kennzeichnung erlaubt in den meisten Fällen die korrekte Ansprache bestimmter Offizieranwärter mit anderslautenden Dienstgradbezeichnungen derselben Rangstufe (Fahnenjunker, Fähnrich, Oberfähnrich statt Unteroffizier, Feldwebel, Hauptfeldwebel).
Die Kordel wird auf alle Schulterklappen und neben alle Aufschiebeschlaufen aufgezogen. Tragen die Offizieranwärter jedoch anklettbare oder angenähte Dienstgradabzeichen, entfällt die Metallgespinstkordel. Offizieranwärter im niedrigsten Dienstgrad tragen die Überziehschlaufe auf sonst leeren Schulterklappen, wenn man von der Flachlitze für Heeresuniformträger und den Aufschiebeschlaufen mit der Doppelschwinge für Luftwaffenuniformträger absieht. Eine weitere Ausnahme bildet der Dienst- und Gesellschaftsanzug der Oberfähnriche: Oberfähnriche tragen Dienst- und Gesellschaftsanzug der Offiziere und somit silbern paspelierte Schulterklappen mit dem altsilberfarbenen Dienstgradabzeichen der Hauptfeldwebel (aber ohne deren Umrandungstresse). Daher entfällt die Überziehschlaufe für Oberfähnriche im Gesellschafts- und Dienstanzug. Oberfähnriche tragen jedoch in anderen Anzugarten dieselben Aufschiebeschlaufen wie Hauptfeldwebel und daher zu ihrer Unterscheidung analog die silbernen Überziehschlaufen wie die anderen Offizieranwärter.

Schulterklappe Schütze OA (Dienstanzug Heeresuniformträger Militärmusikdienst)
Schulterklappe Fahnenjunker (Dienstanzug Heeresuniformträger Feldjägertruppe)
Schulterklappe Oberfähnrich (Dienstanzug Luftwaffenuniformträger) (Grundform der Schulterklappe wie Offiziere)
Jäger OA (Feldanzug Heeresuniformträger Gebirgsjägertruppe)
Aufschiebeschlaufe Gefreiter OA (Feldanzug Heeresuniformträger Panzergrenadiertruppe)
Aufschiebeschlaufe Oberfähnrich (Feldanzug Luftwaffenuniformträger) (Grundform wie Hauptfeldwebel)

#### Laufbahnabzeichen für Offizieranwärter in Marineuniform
Verschiedene Laufbahnabzeichen unterscheiden die Offizieranwärter von anderen Soldaten der Dienstgradgruppen Mannschaften und Unteroffiziere. Der Seestern wie oben beschrieben kennzeichnet alle Dienstgradabzeichen der Offizieranwärter (außer Sanitätsoffizieranwärter, vgl. unten). Offizieranwärter im Militärmusikdienst sind anders als Militärmusikoffiziere nicht gesondert gekennzeichnet, sondern tragen ebenfalls den Seestern. Wie bei Heeres- und Luftwaffenuniformträgern erlaubt erst die hier beschriebene Kennzeichnung die korrekte Ansprache bestimmter Offizieranwärter mit anderslautenden Dienstgradbezeichnungen derselben Rangstufe (Seekadett, Fähnrich zur See, Oberfähnrich zur See statt Maat, Bootsmann, Hauptbootsmann).
Offizieranwärter tragen Laufbahnabzeichen auf allen Schulterklappen und zu Ärmelabzeichen stets an Stelle der Verwendungsabzeichen. Abweichend von den Offizieren tragen Offizieranwärter auch auf gewebten Aufschiebeschlaufen (auch entsprechende angeklettete oder aufgenähte Dienstgradabzeichen) ihr Laufbahnabzeichen an entsprechender Position wie bei Schulterklappen. Die Ausführung entspricht für Offizieranwärter im Wesentlichen der Ausführung der Dienstgradabzeichen des Dienstanzugs für Mannschaften. Entsprechend sind Ärmelabzeichen für das Hemd maschinengestickt aus stahlblauem (für weißes Hemd) oder goldgelben (für das dunkelblaue Hemd) Textil ohne Metallgespinstanteile gefertigt. Für alle anderen Ärmelabzeichen sind die Laufbahnabzeichen handgestickt aus goldfarbenem Metallgespinst. Für dunkelblaue Schulterklappen sind wie bei Offizieren metallgeprägte Anstecker sowie handgestickte Laufbahnabzeichen aus Metallgespinst zulässig. Wie bei Offizieren finden sich auf den Schulterklappen jedoch fast ausschließlich die metallgeprägten Laufbahnabzeichen. Zur Ausführung des Seesterns auf gewebten Aufschiebeschlaufen (oder analog anklettbare oder angenähte) trifft die Zentralvorschrift keine Aussage. Für dunkelblaue Aufschiebeschlaufen läge durch Analogiebetrachtung die Verwendung der maschinengestickten Laufbahnabzeichen nahe, die dann auf die Aufschiebeschlaufen genäht würden. In der Praxis wird jedoch fast immer auch auf dunkelblauen Aufschiebeschlaufen der metallgeprägte Seestern angebracht. Die Ausführung für steingrau-olive Aufschiebeschlaufen bleibt unklar. Da die gestickten Seesterne nur auf dunkelblauem Grundtuch ausgeliefert werden und daher nicht zum oliv-steingrauen Grundgewebe „passen“, kommen in der Praxis meist ebenfalls die metallgeprägten Seesterne zum Einsatz. Bei (für Marineuniformträger nicht explizit unzulässigen) selbstbeschafften Aufschiebeschlaufen sind Dienstgradabzeichen und Seestern häufig aus Textilfäden ohne Metallgespinst gefertigt und direkt in das Grundgewebe gestickt. Offizieranwärter tragen auch im niedrigsten Dienstgrad (Matrosen) den Seestern in oben bezeichneter Form. Da jedoch leere Aufschiebeschlaufen mit eingewebten oder eingestickten Seestern oder leere Aufschiebeschlaufen (oder analog anklettbare oder aufgenähte), auf denen der metallgeprägte Anstecker zu befestigen wäre, nicht dienstlich geliefert (wohl aber selbstbeschafft) werden, und auch das Anbringen direkt auf den leeren Schulterklappen von beispielsweise Bordparka oder Feldanzug unüblich ist, tragen Offizieranwärter im Dienstgrad Matrose häufig keinen Seestern bzw. nur auf den (sonst leeren) Ärmeln oder Schulterklappen des Dienstanzugs.
Auffällig ist, dass Oberfähnriche zur See bereits wie Offiziere stets eine Tresse und nie (wie Heeres- und Luftwaffenuniformträger) eine abgewandelte Form der Dienstgradabzeichen des Hauptbootsmannes (bzw. Hauptfeldwebels) tragen. Hier wird also noch mehr als bei Heeres- und Luftwaffenuniformträgern deutlich, dass Oberfähnriche bereits die Uniform der Offiziere tragen. Laufbahnabzeichen für Oberfähnriche zur See werden analog wie bei Offizieren oberhalb der goldfarbenen waagerechten Tresse angeordnet, aber wie bei allen Offizieranwärtern auch auf gewebten Aufschiebeschlaufen (auch entsprechende angeklettete oder aufgenähte Dienstgradabzeichen) getragen.

Schulterklappe Gefreiter OA (nicht Sanitätslaufbahn)
Schulterklappe Fähnrich zur See (nicht Sanitätslaufbahn)
Schulterklappe Oberfähnrich zur See (nicht Sanitätslaufbahn) (entspricht Form der Schulterklappen für Offiziere)
Ärmelabzeichen Matrose OA (nicht Sanitätslaufbahn)
Ärmelabzeichen Gefreiter OA (nicht Sanitätslaufbahn)
Ärmelabzeichen Seekadett (nicht Sanitätslaufbahn)
Ärmelabzeichen Oberfähnrich zur See (nicht Sanitätslaufbahn) (entspricht Form der Ärmelabzeichen für Offiziere)
Aufschiebeschlaufe Matrose OA (nicht Sanitätslaufbahn) (eingestickter Stern)
Aufschiebeschlaufe Hauptgefreiter OA (nicht Sanitätslaufbahn) (eingestickter Stern)
Aufschiebeschlaufe Oberfähnrich zur See (nicht Sanitätslaufbahn) (eingestickter Stern)

#### Laufbahnabzeichen für Sanitätsoffizieranwärter

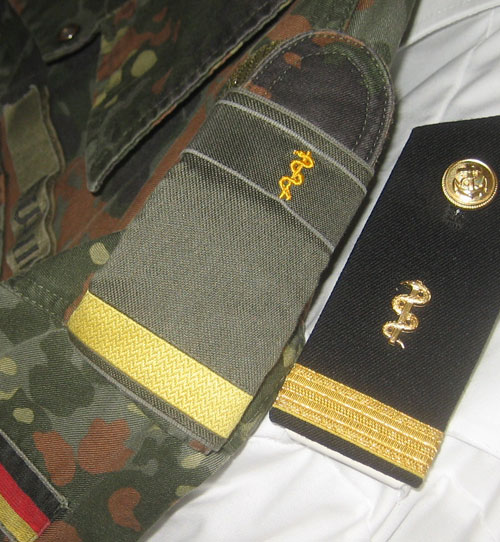
Dienstgradabzeichen eines Sanitätsoffizieranwärters und Offiziers im Dienstgrad Leutnant zur See

Sanitätsoffizieranwärter tragen an allen Schulterklappen und Ärmelabzeichen zusätzlich zu den Dienstgradabzeichen auf den Schulterklappen und Aufschiebeschlaufen besondere Laufbahnabzeichen entsprechend ihrer Studienrichtung. Für Sanitätsoffizieranwärter in Marineuniform nimmt dieses Element durchgängig die Rolle eines Laufbahnabzeichens ein (vgl. oben) und wird an deren Stelle getragen. Bei der Heeres- und Luftwaffenuniform ergänzen die Laufbahnabzeichen ggf. die sonstigen Kennzeichnungen für Offiziere und Offizieranwärter. Die Laufbahnabzeichen, Ausführung und Trageweise der Laufbahnabzeichen entsprechenden denen für Sanitätsoffiziere. Wie bei den Sanitätsoffizieren erlaubt erst die hier beschriebene Kennzeichnung die korrekte Ansprache bestimmter Sanitätsoffizieranwärter mit anderslautenden Dienstgradbezeichnungen derselben Rangstufe (Seekadett, Fähnrich zur See, Oberfähnrich zur See statt Maat, Bootsmann, Hauptbootsmann).
Werden dienstlich gelieferte Laufbahnabzeichen auf schmalen Aufschiebeschlaufen genutzt, wird die Umrandung der Aufschiebeschlaufen bei Sanitätsoffizieren der Dienstgradgruppen Unteroffiziere mit und ohne Portepee zwangsläufig durchbrochen. Bei selbstbeschafften, gestickten Dienstgradabzeichen wird dieser optisch irritierende Effekt vermieden. Besonders Offizieranwärter in Heeres- und Marineuniform tragen im niedrigsten Dienstgrad in der Praxis häufig, bei Marineuniformträgern analog zur Praxis beim Seestern (und aus selben Gründen wie oben beschrieben), entweder keine Laufbahnabzeichen oder die schmalen Aufschiebeschlaufen (ggf. neben der silbernen Zierkordel und farbiger Flachlitze) auf sonst leeren Schulterklappen.

Schulterklappe Sanitätssoldat SanOA (Feldanzug Heeresuniformträger Sanitätstruppe Studienrichtung Tiermedizin) (Rechte Schulter)
Aufschiebeschlaufe Oberfeldwebel SanOA (Feldanzug Heeresuniformträger Sanitätstruppe Veterinär) (man beachte die durchbrochene Umrandung)
Schulterklappe Gefreiter SanOA (Dienstanzug Luftwaffenuniformträger Studienrichtung Humanmedizin)
Schulterklappe Leutnant zur See SanOA (Dienstanzug Marineuniformträger Studienrichtung Humanmedizin)
Aufschiebeschlaufe Fähnrich zur See SanOA (Feldanzug Marineuniformträger Studienrichtung Pharmazie) (selbstbeschafft, daher Umrandung nicht durchbrochen)

### Feldwebelanwärter
Die im April 2002 neu eingeführten Feldwebel- und Bootsmannanwärter sind anhand besondere Abzeichen kenntlich gemacht. Zur Heeres- oder Luftwaffenuniform ist dies eine altgoldfarbene Kordel aus Metallgespinst, die als Überziehschlaufe an allen Schulterklappen anzulegen ist. Farbe und Material ähneln der Tresse zur Umrandung der Luftwaffen- und Heeresuniformschulterklappen für Unteroffiziere. Die Kordel erinnert an das System zur Kennzeichnung der Offizieranwärter (vgl. oben). Analog sind die Schulterklappen des Gesellschaftsanzugs bei Heeres- und Luftwaffenuniformträgern mit einer entsprechenden hellaltgoldenen Metallgespinstkordel paspeliert.
Bei der Marineuniform werden zwei waagerechte Balken getragen, und zwar auf allen Schulterklappen, Aufschiebeschlaufen und bei allen Ärmelabzeichen. Die Balken folgen in Farbe und Machart den jeweiligen Dienstgradabzeichen (Metall, Stoff oder Tresse). Matrosen tragen ausschließlich (sieht man von der Verwendungsabzeichen für Marineuniformträger ab) entsprechende Querbalken auf sonst abzeichenlosen Schulterklappen, Aufschiebeschlaufen oder Oberärmeln. Der Kennzeichnung der Bootsmannanwärter ähnelt damit der Kennzeichnung für Maatanwärter. Beachtenswert ist die reduzierte Breite der Embleme auf den gewebten Aufschiebeschlaufen für Bootsmannanwärter in der Dienstgradgruppe der Mannschaften.

Schulterklappe Panzergrenadier FA (Heeresuniformträger Panzergrenadiertruppe)
Aufschiebeschlaufe für Oberstabsgefreiter FA (Heeresuniformträger Gebirgsjägertruppe)
Schulterklappe für Gefreiter FA (Luftwaffenuniform)
Aufschiebeschlaufe für Unteroffizier FA (Luftwaffenuniform)
Schulterklappe für Gefreiter BA (Marineuniformträger 30er Verwendungsreihen)
Ärmelabzeichen für Gefreiter BA (Marineuniformträger 10er Verwendungsreihen)
Aufschiebeschlaufe für Stabsgefreite BA (Marineuniformträger) (man beachte die schmalen Balken)
Aufschiebeschlaufe für Obermaat BA (Marineuniformträger)

### Unteroffizieranwärter
Unteroffizieranwärter (bzw. Maatanwärter) tragen zur Kennzeichnung ihrer Laufbahn einen waagerechten Balken auf allen Schulterklappen, Aufschiebeschlaufen und bei allen Ärmelabzeichen in derselben Farbe und Form wie die Dienstgradabzeichen. Soldaten im niedrigsten Dienstgrad tragen ausschließlich (sieht man von der Verwendungsabzeichen für Marineuniformträger oder der Doppelschwinge ab) entsprechende Querbalken auf sonst leeren Schulterklappen, Aufschiebeschlaufen oder Oberärmeln.

Schulterklappe für Flieger UA (Heeresuniformträger Heeresfliegertruppe)
Aufschiebeschlaufe für Hauptgefreiter UA (Heeresuniformträger Fallschirmjägertruppe)
Schulterklappe für Obergefreiter UA (Luftwaffenuniform)
Aufschiebeschlaufe für Flieger UA (Luftwaffenuniform)
Schulterklappe für Gefreiter MA (Marineuniformträger 50er Verwendungsreihen)
Ärmelabzeichen für Gefreiter MA (Marineuniformträger 85er Verwendungsreihe)
Aufschiebeschlaufe für Oberstabsgefreiter MA (Marineuniformträger)

#### Unteroffizieranwärter mit bestandenen Lehrgang

Schulterklappe für Obergefreiter UA mbL (Luftwaffenuniform)
Aufschiebeschlaufe für Stabsgefreiter UA mbL (Heeresuniformträger Jägertruppe)
Aufschiebeschlaufe für Obergefreiter UA mbL (Luftwaffenuniform)

Unteroffizieranwärter mit bestandenen Lehrgang (UA mbL) tragen auf allen Schulterklappen und Aufschiebeschlaufen für Luftwaffen- und Heeresuniformträger Schlaufen aus 8 mm breiter hellaltgoldener Metallgespinsttresse. Die Schlaufe entspricht in Farbe und Form der Tresse zur Umrandung der Schulterklappen der Unteroffiziere. Die Tresse wird in der Regel auf Höhe des (gedachten) unteren Querbalkens dieser Umrandung für Stabsunteroffiziere aufgeschoben. Bei Aufschiebeschlaufen mit der Doppelschwinge wird die Tresse folglich zwischen Doppelschwinge und äußerstem Dienstgradabzeichen positioniert.
- Schulterklappe für Obergefreiter UA mbL (Luftwaffenuniform)
- Aufschiebeschlaufe für Stabsgefreiter UA mbL (Heeresuniformträger Jägertruppe)
- Aufschiebeschlaufe für Obergefreiter UA mbL (Luftwaffenuniform)

## Aufschiebeschlaufen für Militärgeistliche
Militärgeistliche sind Beamte der Bundeswehr mit einem besonderen Status als Nichtkombattanten. Um ihre Unabhängigkeit von der militärischen Hierarchie zu betonen, haben Militärgeistliche keine militärischen Dienstgrade und tragen weder Dienstgradabzeichen noch Uniformen. Im Feld tragen sie aber Bekleidung der Bundeswehr als Schutzkleidung und – um sie von den Soldaten zweifelsfrei zu unterscheiden – besondere Aufschiebeschlaufen. Dienstlich geliefert und normiert nach TL 8455-0167 werden die unten dargestellten Typen, die sich nach Konfession (evangelisch, jüdisch oder katholisch) und nach Seelsorgebereich (im Bereich Heeres-/Luftwaffenuniformträger oder im Bereich Marineuniformträger) unterscheiden. Beide christlichen Konfessionen zeigen ein in der Form an das Eiserne Kreuz erinnerndes Kreuz. Das Kreuz der katholischen Pfarrer ist um eine Krone analog der frühen Ausführungen des Eisernen Kreuzes ergänzt. Der lateinische Ausspruch Domini Sumus (deutsch: Wir gehören dem Herrn) ist Motto der Evangelischen Militärseelsorge in Deutschland. Die Aufschiebeschlaufen für Militärrabbiner zeigen den Davidstern und die nummerierten Steintafeln mit den Zehn Geboten.
Nicht dargestellt sind beige Aufschiebeschlaufen mit goldenen Emblemen. Weitere Ausdifferenzierungen wie bei den Aufschiebeschlaufen für Soldaten sind aus offizieller Sicht nicht existent. Bemerkenswert ist beispielsweise, dass nach TL 8455-0167 im Bereich Marineuniformträger auch zum fünffarbigen Feldanzug eine dunkelblaue Aufschiebeschlaufe mit goldenen Emblemen getragen wird (statt eine oliv-steingraue Aufschiebeschlaufe mit goldenen Emblemen). Da aber die ZDv 37/10 sowie die Anordnung des Bundespräsidenten über die Dienstgradbezeichnungen und die Uniform der Soldaten keine Regelungen über die Aufschiebeschlaufen von Personen außerhalb der Streitkräfte treffen kann, ist die TL 8455-0167 lediglich als Richtschnur für ein einheitliches Erscheinungsbild zu deuten. Daher sind selbstbeschaffte Aufschiebeschlaufen nicht vorschriftswidrig und daher in der Praxis in der gesamten Farb- und Formvielfalt der Dienstgradabzeichen für Kombattanten anzutreffen, darunter beispielsweise gestickte Embleme auf 5- oder 3-Farben-Tarndruck oder hellgraue Embleme auf steingrau-olivem Grundgewebe. Besonders häufig sind auch einfach gehaltene oliv-graue Aufschiebeschlaufen anzutreffen, deren Emblem ein einfaches hellgraues oder schwarzes Kreuz † ist, die aber in keiner Technischen Lieferbedingung oder Zentralen Dienstvorschrift beschrieben sind.

Evangelischer Pfarrer im Bereich Heeres-/ Luftwaffenuniformträger
Katholischer Pfarrer im Bereich Heeres-/ Luftwaffenuniformträger
Militärrabbiner im Bereich Heeres-/ Luftwaffenuniformträger
Evangelischer Pfarrer im Bereich Marineuniformträger
Katholischer Pfarrer im Bereich Marineuniformträger
Rabbiner im Bereich Marineuniformträger

## Unterscheidung der Teilstreitkraft
Die Dienstgradabzeichen (ggf. in Verbindung mit der Schulterklappe) sind geeignet, stets Heeres-, Luftwaffen- und Marineuniformträger auch ohne Ansehen der sonstigen Uniform zu unterscheiden.
1. Goldfarbene Embleme für Unteroffiziere und Mannschaften, goldfarbene Tressen für Unteroffiziere und Offiziere oder Ärmelabzeichen kennzeichnen stets Marineuniformträger.
2. Die übrigen Dienstgradabzeichen der Heeres- und Luftwaffenuniformträger ähneln sich, sind aber meist auch ohne Zusatzelemente zweifelsfrei unterscheidbar. Schulterklappen des Dienstanzugs sind bei Luftwaffenuniformträgern stets dunkelblau während sie bei Heeresuniformträgern hell- oder dunkelgrau sind. Aufschiebeschlaufen aus schwarzem Grundtuch sind Heeresuniformträgern vorbehalten. Aufschiebeschlaufen auf dunkelblauem Grundtuch sind Luftwaffenuniformträgern vorbehalten. Bei allen anderen Aufschiebeschlaufen (meist Aufschiebeschlaufen aus steingrau-oliven Grundgewebe) kennzeichnet die Doppelschwinge Luftwaffenuniformträger; Flachlitzen in Farbe der Kragenspiegel sind dagegen charakteristisch für Heeresuniformträger.

## Geschichte

### Dienstgradabzeichen 1955
In der Anordnung des Bundespräsidenten über die Dienstgradbezeichnungen, die Ernennung und Entlassung sowie die Uniform der freiwilligen Soldaten vom 23. Juli 1955 wurden die Dienstgradabzeichen erstmals definiert. In Grundzügen geht die heutige Gestaltung auf die damals geschaffene Systematik zurück.
Mannschaften und „einfache Unteroffiziere“ (also Unteroffiziere o. P.) der Luftwaffe und des Heeres trugen die Rangabzeichen auf beiden Oberärmeln angenäht: die Mannschaften in Form von altgoldfarbenen Schrägstreifen, die Unteroffiziere in Gestalt von ein bis zwei, mit der Spitze nach oben weisenden, altgoldenen Winkeln. Die Ärmelabzeichen entfielen später zugunsten von Frühformen der heute bekannten Schulterabzeichen (Unteroffiziere o. P. 1963, Mannschaften 1974). Bei der Marine galt ähnliches, nur waren die Abzeichen nicht alt- sondern hellgolden, auf weißem Hemd oder Jacke aber dunkelblau. Auch hier änderten sich 1963 teilweise die Abzeichen, jedoch nicht identisch mit Heer und Luftwaffe (siehe unten). Bei den Dienstanzügen des Heeres und der Luftwaffe waren die Ärmelabzeichen anfangs in einem wie vom Bundespräsidenten geforderten altgoldenen Farbton ausgeführt. Zunächst waren diese Tressen aus einem altgoldenen mit einem Muster versehenem Stoff, später dann aus blassem, mit einem Muster versehenem Goldgespinst gefertigt. Ab 1956 legte der Bundespräsident die Farbe der Dienstgradabzeichen (außer für Generale) nicht mehr explizit fest, dennoch blieb im Folgenden der altgoldene Farbton der Ärmelstreifen der Dienst- und Ausgehanzüge erhalten. Dagegen waren die Tressen auf den Arbeits- und Feldanzügen des Heeres und der Luftwaffe meist aus hellgrauem, fast weißem, gemusterten Stoff gefertigt.
Bei den „gehobenen Unteroffizieren“ (also Unteroffiziere mit Portepee) und Offizieren in Heer und Luftwaffe saßen die Rangabzeichen auf den bis Ende 1962/Anfang 1963 noch spitz zulaufenden, dann oben abgerundeten Schulterklappen. Die Schulterklappen für Feldwebel, Oberfeldwebel, Stabsfeldwebel und Oberstabsfeldwebel (der Hauptfeldwebel/Hauptbootsmann wurde Mitte 1957 eingeführt) erhielten nicht vor 1959 eine Randborte, die ab 1962/63 für die Dienstgrade vom Stabsunteroffizier aufwärts auch unten geschlossen war. Die Feldwebeldienstgrade markierten ein bis vier altgoldfarbene, flache Winkel, deren Spitzen zum Schulterknopf hin wiesen (ab 1962/1963 waren die Rangwinkel altsilbern und hohlgeprägt, also erhaben). Das System änderte sich 1957, als es mit Einführung des Kopfwinkels für den neuen Dienstgrad Hauptfeldwebel/Hauptbootsmann beinahe die heutige Gestalt annahm (siehe unten).
Bei den Offizieren von Heer und Luftwaffe entsprachen die auf den Schulterklappen getragenen massiven, seit 1963 aber hohlgeprägten Dienstgradabzeichen im Wesentlichen den bis heute üblichen. Die Offiziersschulterklappen waren aber noch nicht versteift (dies erst seit 1962). Bei den Generalen blieben die goldfarbenen Schulterklappeneffekten (Rangsterne, Eichenlaub, Einfassungsschnur) seit damals nahezu unverändert, wobei ein annähernd halbkreisförmiger Eichenlaubkranz den untersten Rangstern umrahmt(e). Bei den Offizieren bis zum Dienstgrad Oberst waren die Einfassungsschnur bereits chrom- bzw. silberfarben, die Rangsterne aber noch altgoldfarben (diese erst seit 1. August 1956 chromfarben, ab 1963 silberfarben) und etwas größer (Durchmesser 20 mm). Stabsoffizieren führten zwischen Schulternaht und dem untersten Rangstern einen altgoldfarbenen, horizontalen bzw. „gestreckten“ Eichenlaubbalken (seit 1. August 1956 Eichenlaubkranz wie Generale, aber chromfarben- bzw. silbern).
Bei den Marineoffizieren fanden sich die Dienstgradabzeichen, in Gestalt von breiten, mittelbreiten und schmalen Goldtresse-Streifen, nicht nur auf den Schulterklappen, sondern – damals wie heute – auch auf den Unterärmeln. Das Muster folgte bis Ende 1962 dem Beispiel der US-Navy. Beispielsweise trug der Oberleutnant zur See eine mittelbreite, darüber eine schmale Ärmeltresse (heute zwei mittelbreite). Der Kapitänleutnant war an zwei mittelbreiten Tressen zu erkennen (wie heute der Oberleutnant zur See). Beim Korvettenkapitän waren folgerichtig die Tressen wie heute beim Kapitänleutnant angeordnet (mittelbreit, schmal, mittelbreit) und die des Fregattenkapitäns wie heute beim Korvettenkapitän (drei mittelbreite Tressen). Alle übrigen Marinedienstgrade führten bloß Ärmelabzeichen, die dem Muster von Heer und Luftwaffe folgten. Die Bootsmanndienstgrade hatten die gleichen Rangwinkel wie die Maate und Obermaate, jedoch auf den Unter- statt Oberärmeln. Die Bootsleute (SB) führten bis zu vier Rangwinkel, die ähnlich jenen der Feldwebel (SB) bei Heer und Luftwaffe angeordnet waren.

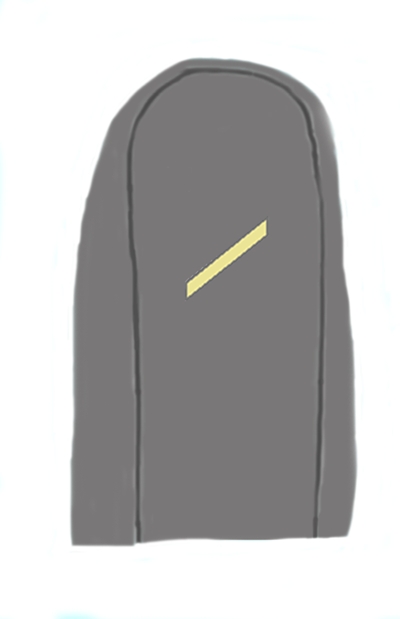
Ärmelabzeichen Gefreiter Heer an Uniformjacke, zweireihig (1950er Jahre)[A 8]
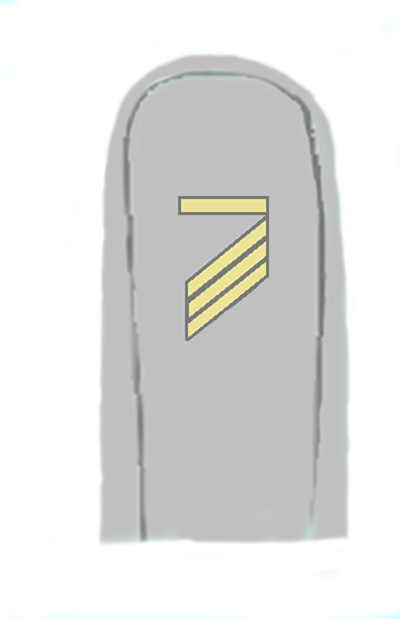
Ärmelabzeichen Hauptgefreiter UA Heer am Regenmantel
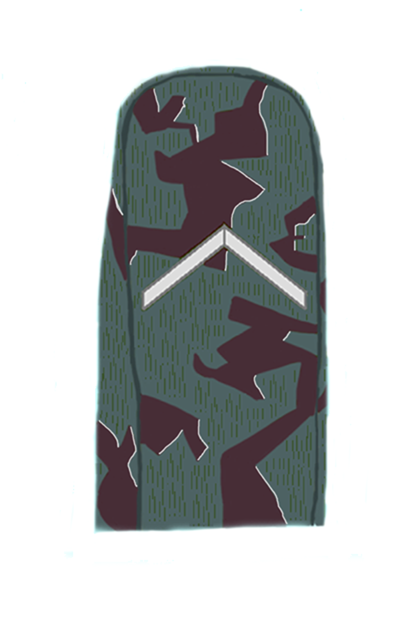
Ärmelabzeichen Unteroffizier Heer am Kampfanzug bis 1959[A 9]
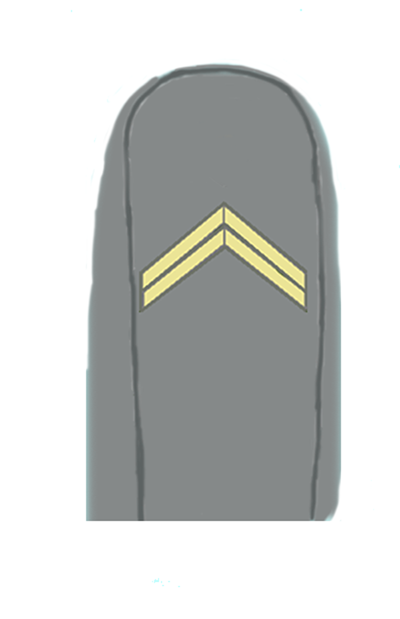
Ärmelabzeichen Stabsunteroffizier Heer am Wintermantel

### Änderungen 1956
Mit der zweiten Ausfertigung der Anordnung des Bundespräsidenten über die Dienstgradbezeichnungen, die Ernennung und Entlassung sowie die Uniform der freiwilligen Soldaten wurden zum 1. Februar 1956 einige Dienstgrade neu geschaffen. Die Träger der neuen Dienstgrade für Sanitätsoffiziere trugen zunächst Dienstgradabzeichen, die exakt den damaligen Dienstgradabzeichen für die anderen Offiziere der jeweiligen Rangstufe entsprachen (spezielle Laufbahnabzeichen existierten noch nicht). Die neu geschaffenen Dienstgrade Fahnenjunker und Fähnrich trugen Dienstgradabzeichen, die denen von Unteroffizier und Feldwebel glichen. Zusätzlich trugen sie auf den (bei Fahnenjunkern sonst leeren) Schulterklappen einen 1 cm breiten (also breiter als heutige Litzen), matt-silberfarbenen Balken in Form einer Aufstecklitze. Die ebenfalls neuen Dienstgrade Seekadett und Fähnrich zur See erhielten Ärmelabzeichen die nur entfernt an die heutigen Dienstgradabzeichen erinnern. Beim Seekadett wurde auf die (sonst leeren) Oberarme ein goldfarbener fünfzackiger Form mit ovaler Umrandung aufgenäht. Der Fähnrich zu See erhielt einen schmalen goldenen Streifen, der (auf sonst leeren) Unterärmeln schräg von oben außen nach unten innen über die halbe Ärmelbreite lief. Das Eichenlaub der Stabsoffiziere und Generalen unterschied sich fortan nur noch in der Farbe. Die Farbe der Dienstgradabzeichen wurde fortan nur noch für Generale und Admirale (zu Gold) festgesetzt Gleichzeitig erhielt das Bundesministerium der Verteidigung mehr Freiheiten in der Farbgestaltung. Im Wesentlichen blieben die Farben der Dienstgradabzeichen unverändert. Lediglich Sterne und Eichenlaub für Offiziere außer Generale wurden im Folgenden – wie noch heute – silberfarben ausgegeben.

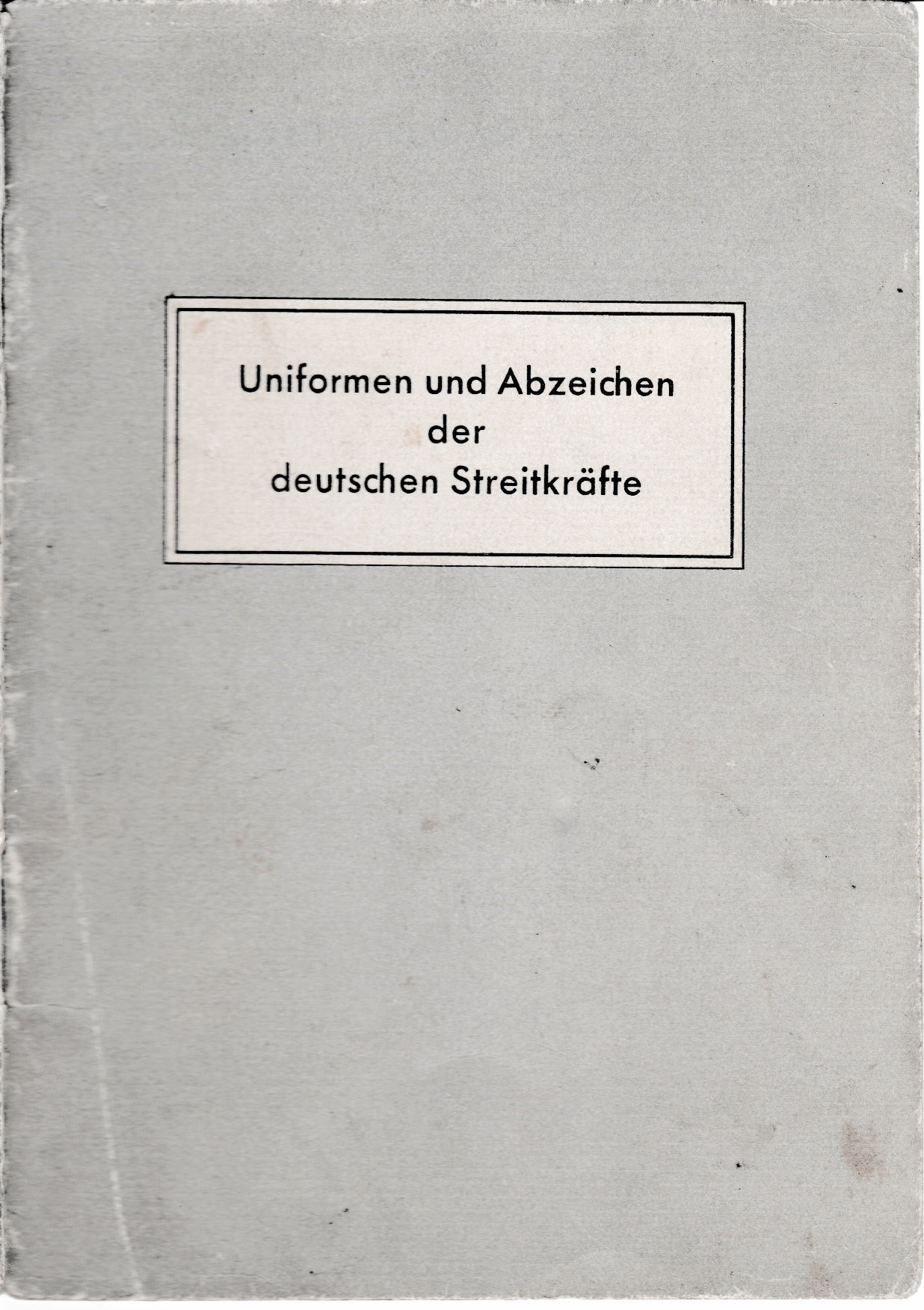
Titelblatt der Vorschrift, noch ohne Ziffernschema
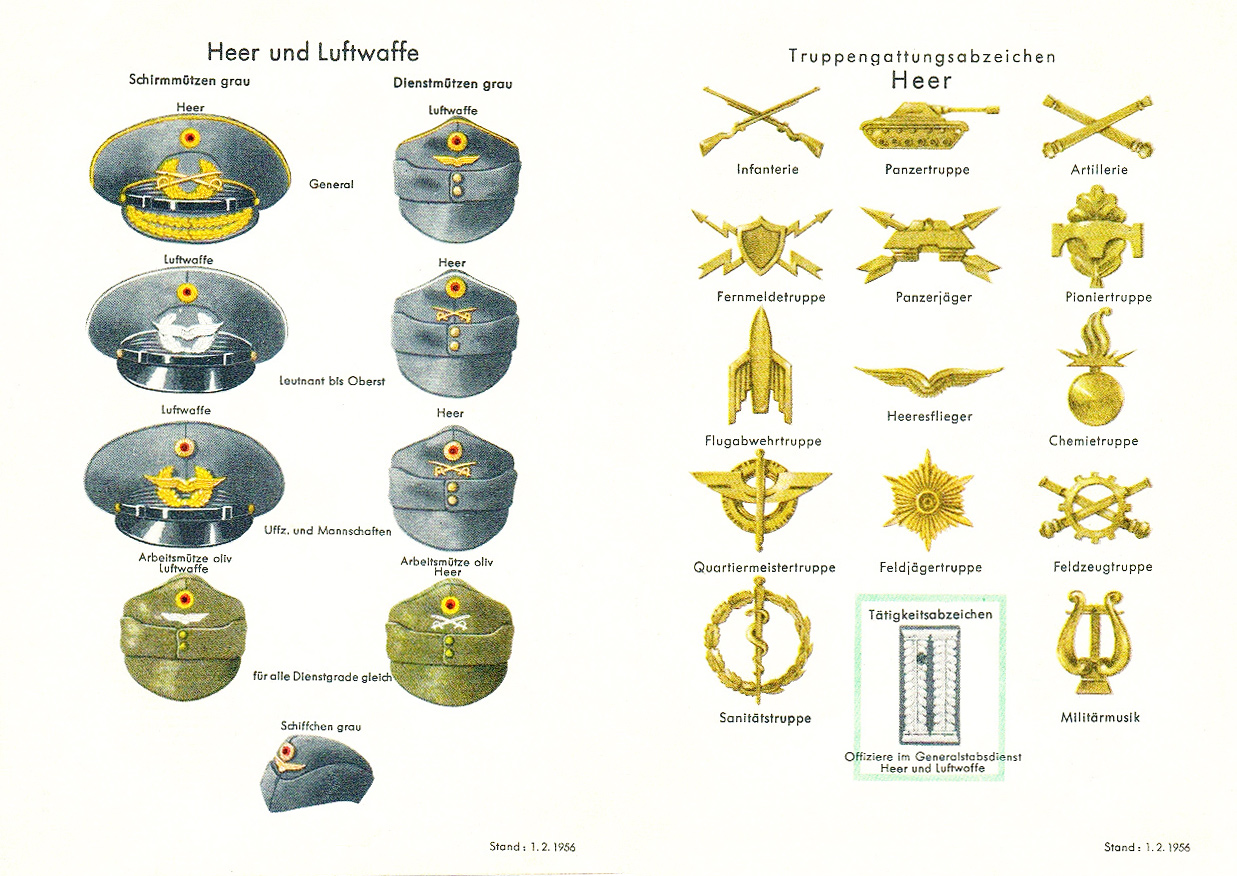
Mützen-Heer/Luftwaffe Truppengattungs-abzeichen Heer
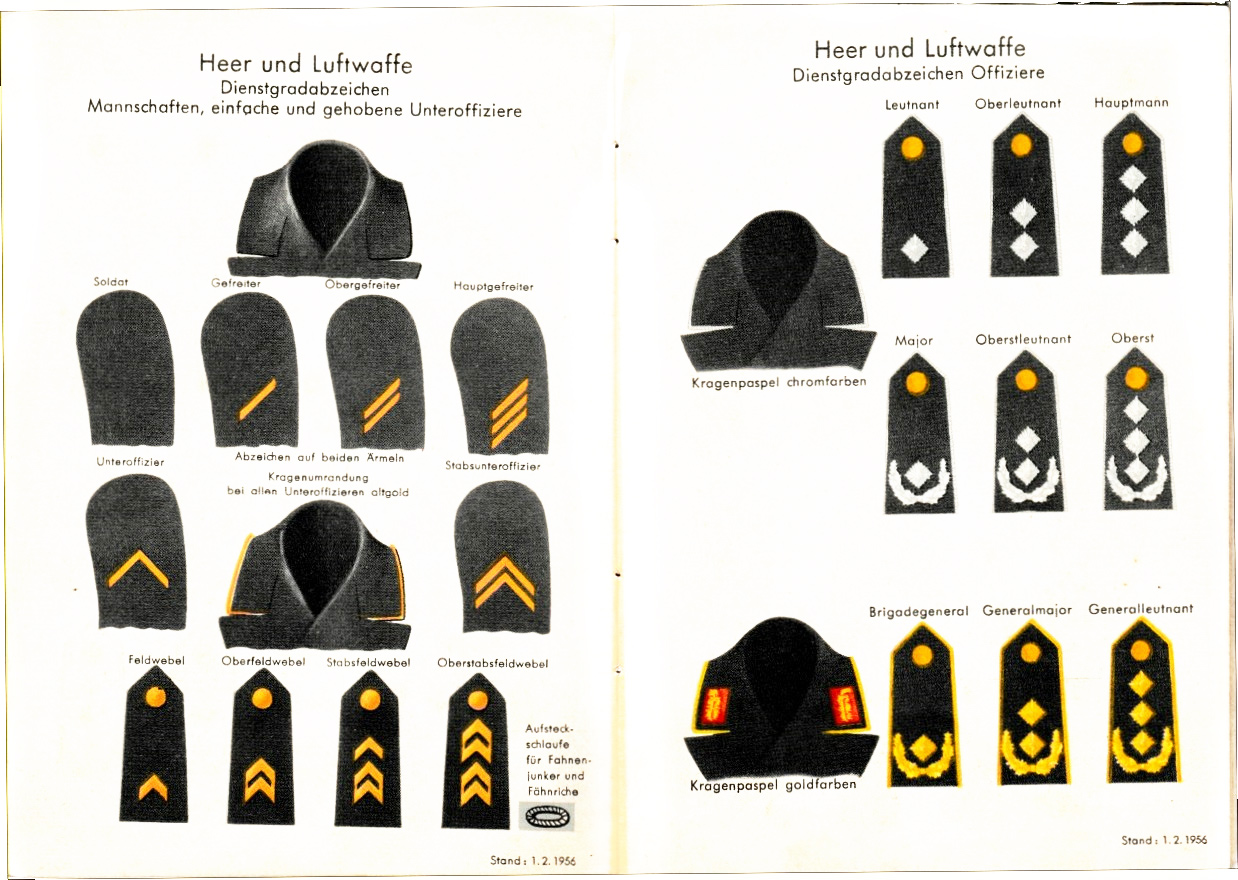
Dienstgradabzeichen Heer/Luftwaffe
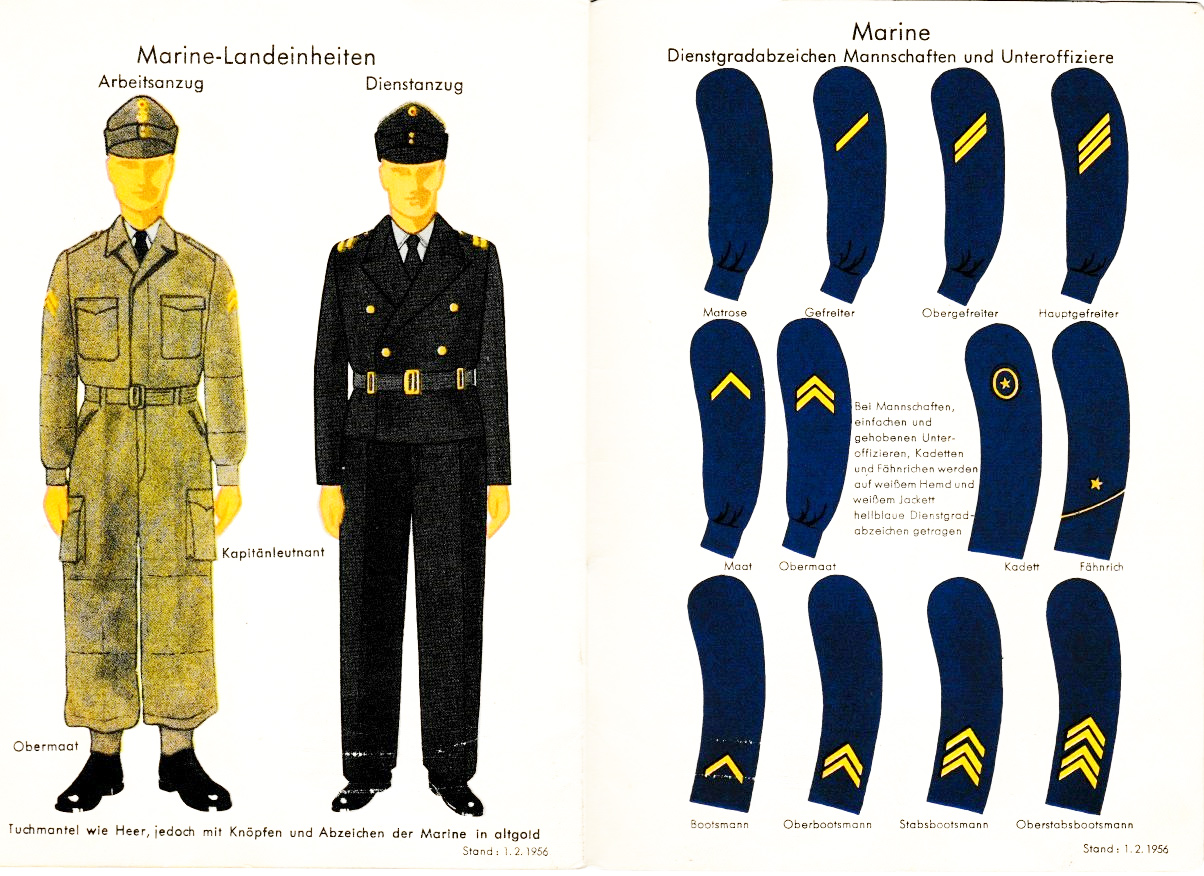
Dienstgradabzeichen Marine Mannsch./Uffz.
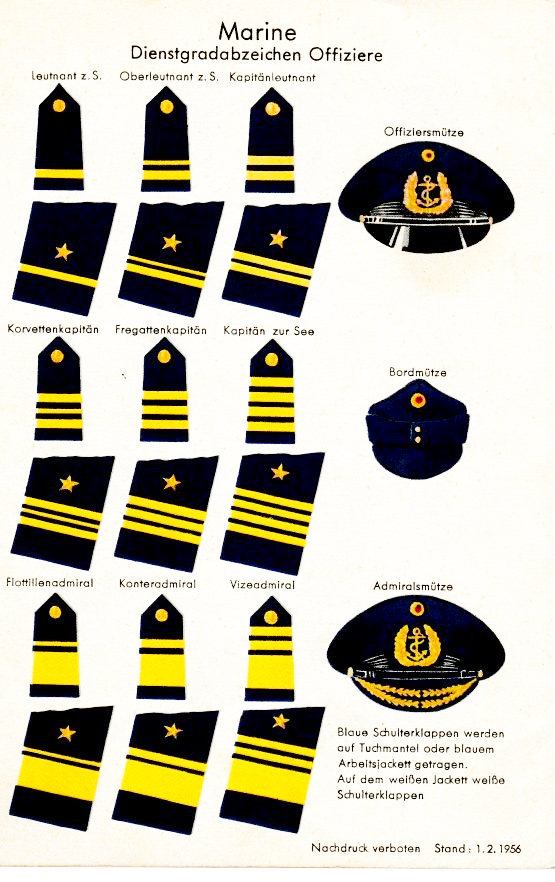
Dienstgradabzeichen Marine Offiziere

Durch die Anordnung vom 7. Mai 1956 blieben die Dienstgradabzeichen im Wesentlichen unverändert. Die neuen Dienstgrade General und Admiral erhielten Dienstgradabzeichen die der heute bekannten Form entsprachen. Für Marineoffizieren wurden das Tragen von entsprechend der Ärmelabzeichen gestalteten Schulterabzeichen erlaubt, falls die Anzugart Schulterklappen vorsah.

### Änderungen 1957
Durch die Einführung der Dienstgrade Hauptfeldwebel und Hauptbootsmann am 30. Juli 1957 wurden Änderungen der Dienstgradabzeichen für Unteroffiziere mit Portepee nötig. Für Heeres- und Luftwaffenuniformträger wurde zwar (noch nicht) die heute bekannten Umrandung in Form einer Tresse eingeführt, die Dienstgradabzeichen glichen aber fortan im Wesentlichen den heute bekannten: ein altgoldfarbener Kopfwinkel für Hauptfeldwebel, der bei den höheren Unteroffizieren mit Portepee durch einen oder zwei Winkel begleitet wurden. Die Ärmelabzeichen für Marineuniformen wurden völlig analog gestaltet.
Unten stehend sind die altgoldenen Winkel (Breitenmaß von 28 mm) für Unteroffiziere mit Portepee für den jagdmelierten Kampfanzug des Heeres jener Zeit dargestellt.

Aufschiebeschlaufe für Kampfanzug (ab etwa 1965)
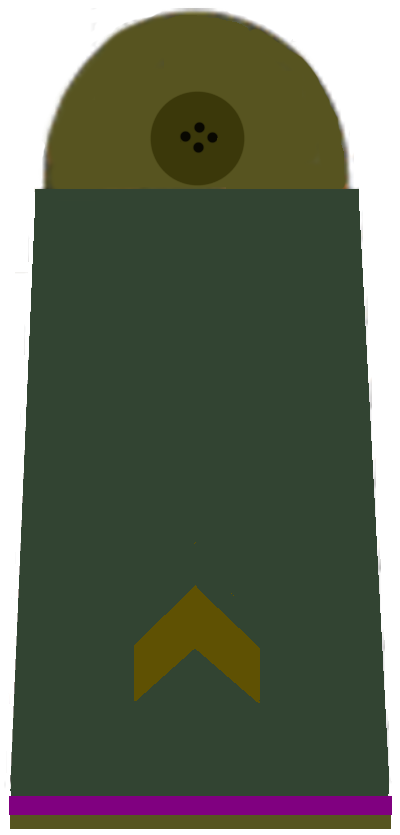
Feldwebel
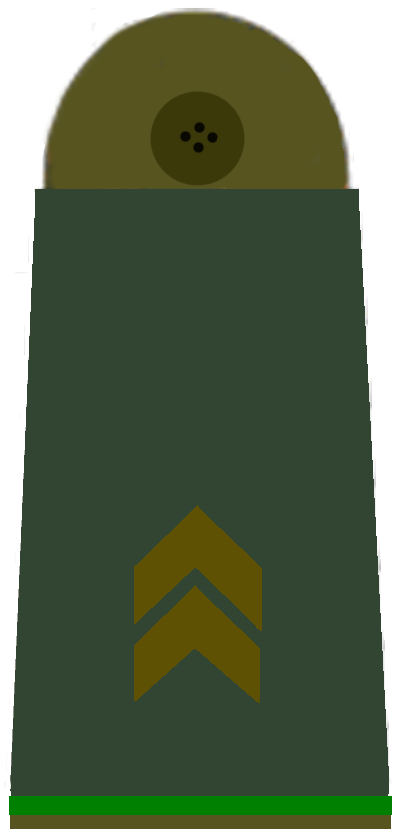
Oberfeldwebel
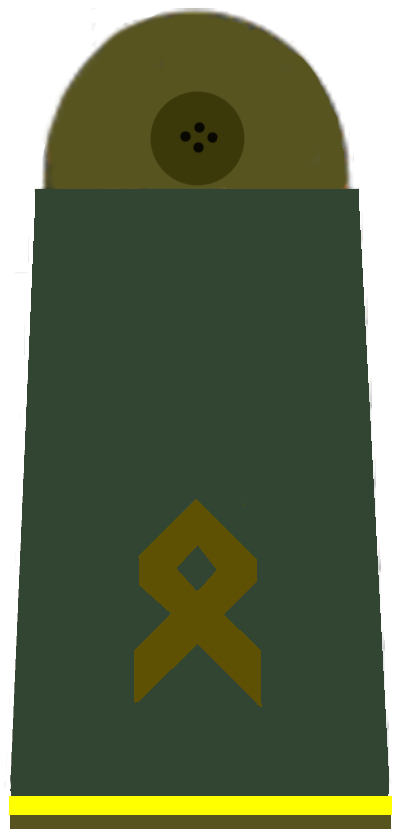
Hauptfeldwebel
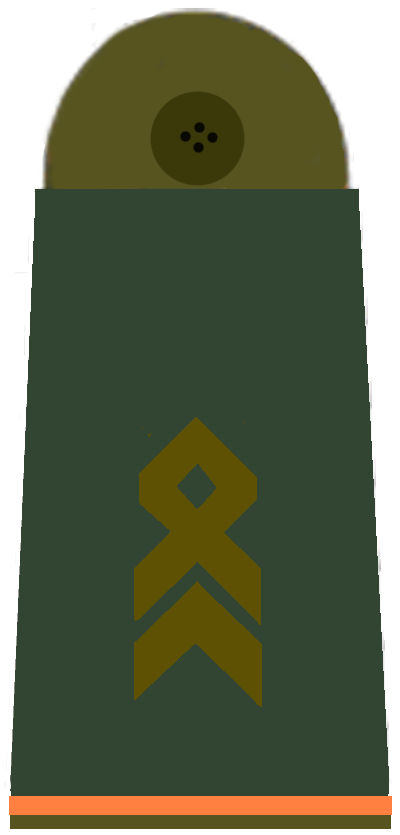
Stabsfeldwebel
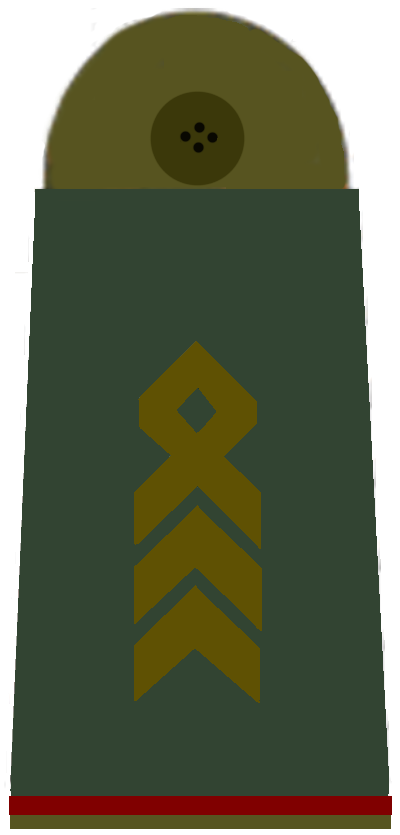
Oberstabsfeldwebel

- Feldwebel[A 10]
- Oberfeldwebel[A 10]
- Hauptfeldwebel[A 10]
- Stabsfeldwebel[A 10]
- Oberstabsfeldwebel[A 10]

### Änderungen 1959
Im Sommer 1959 wurden die Dienstgradabzeichen für Unteroffiziere erneut geändert. Für Marineuniformen der Unteroffiziere mit Portepee wurden wie zuvor bereits für Marineoffiziere analog den Ärmelabzeichen gestaltete Schulterabzeichen für zulässig erklärt, falls die Anzugart diese vorsah. Die Schulterabzeichen aller Unteroffiziere des Heeres und der Luftwaffe sowie die der Bootsleute erhielten eine umlaufende, auf Höhe der Schulternaht nicht geschlossene Borte, ähnlich der heute bekannten Schulterklappen-Randtresse. Die unten offene Schulterklappen-Borte identifizierte demnach noch nicht (wie heute) speziell den Dienstgrad Unteroffizier, sondern fungierte als allgemeines Abzeichen der Unteroffizierslaufbahn (wie heute die unten geschlossene Tresse bei allen Unteroffiziersdienstgraden vom Stabsunteroffizier (Heer/Luftwaffe) bzw. vom Bootsmann (Marine) aufwärts). Folgerichtig trugen die nun neu mit Schulterabzeichen ausgestatteten Unteroffiziere ohne Portepee des Heeres und der Luftwaffe neben der Borte auf den Schulterabzeichen weiterhin ihre bisherigen Ärmelabzeichen.

### Änderungen 1962/1963

Fahnenjunker Heer mit Ärmelabzeichen wie Unteroffiziere und silberner Aufstecklitze (1965)
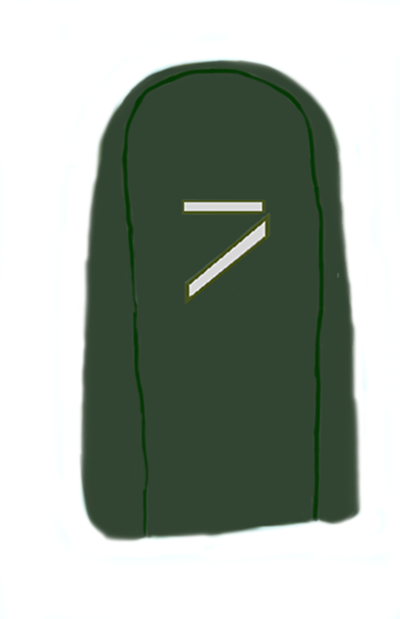
Ärmelabzeichen Gefreiter UA am Arbeitsanzug, Fischgrätmuster Heer (ca. 1960 bis 1966)[A 11]

Ende 1962 erhielten die Schulterabzeichen der Unteroffiziere bei Heer und Luftwaffe die quasi bis heute gültige Form: Die Randborte der Schulterklappe war allein noch bei dem Dienstgrad Unteroffizier am unteren Ende offen, für die Dienstgrade ab einschließlich dem Stabsunteroffizier aufwärts aber fortan geschlossen. Damit entfielen bei den Dienstgraden Unteroffizier und Stabsunteroffizier die Dienstgradwinkel am Oberärmel. Diese wurden aber noch eine Zeit lang, an älteren Kleidungsstücken, parallel zu den neuen Schulterabzeichen aufgetragen. An der Arbeits-/ Kampfjacke entfielen die Ärmelabzeichen für Unteroffiziere ohne Portepee erst Mitte der 1960er Jahre.
Die Marine führte für Maate und Obermaate nun Ärmelabzeichen ein, wie sie noch heute Verwendung finden: zwei gegenübergestellte Winkel auf dem Oberarm (Obermaate zusätzlich ein zweiter Oberwinkel). Der Oberleutnant zur See, der Kapitänleutnant, der Korvettenkapitän und der Fregattenkapitän erhielten die Tressenabfolge, die bis heute Bestand hat. Die besonderen Regelungen über die Dienstgradabzeichen für Fahnenjunker, Fähnriche, Seekadetten, und Fähnriche zur See entfielen ersatzlos.
Seit Anfang 1963 liefen die Schulterklappen nur noch bei der Marine spitz zum Knopfloch zu, bei Heer und Luftwaffe waren sie nun oben gerundet. Eingenähte spitz zulaufende Schulterklappen wurden aber noch bis Mitte/Ende der 1960er Jahre an älteren Uniformstücken (bspw. „Affenjacke“, Frühversionen des Viertaschenrocks usw.) weiter getragen, jedoch mit der dann vorschriftsmäßigen, ab dem Stabsunteroffizier unten geschlossenen Randborte.
Mitte 1962 erhielten auch bei Heer und Luftwaffe die Offiziere unterhalb der Generalsebene Mützenschirmstickereien. Diese ähnelten dem schon vorher eingeführten Marinemuster, waren jedoch nur bei Generalen goldfarben, bei allen übrigen Offizieren silberfarben.

### Änderungen 1966
Mitte 1966 wurden zahlreiche Dienstgrade neu eingeführt. Die neu eingeführten Dienstgrade Oberfähnrich und Oberfähnrich zur See erhielten Dienstgradabzeichen, die bis heute unverändert sind (Kopfwinkel ohne Tresse als Schulterabzeichen bzw. eine schmale Ärmeltresse). Oberfähnriche zur See trugen, falls dies die Anzugart vorsah, wie noch heute ihre schmale Tresse (ohne Borte) als Schulterabzeichen. Besondere Dienstgradabzeichen für die zahlreichen neu eingeführten Sanitätsoffiziersdienstgrade wurden durch den Bundespräsidenten nicht vorgesehen.

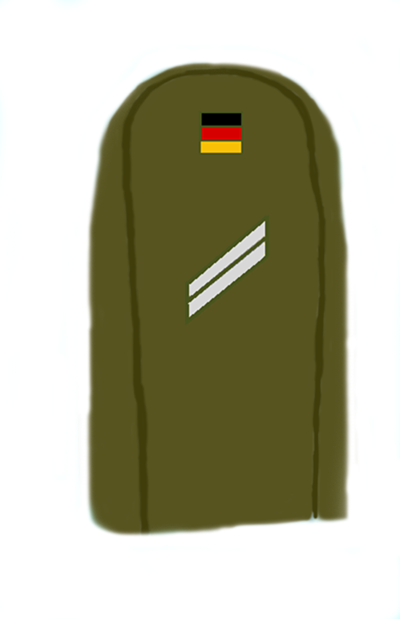
Ärmelabzeichen Obergefreiter am Feldanzug, jagdmeliert 1966–1974[A 13]
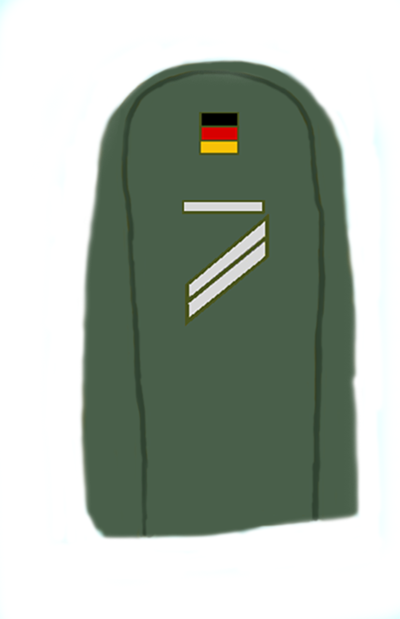
Ärmelabzeichen Obergefreiter UA am Arbeitsanzug, Moleskin ca. 1970–1974[A 13]

### Änderungen 1974

Ärmelabzeichen Hauptgefreiter für Dienstanzug Heer 1962 bis 1974

Im Frühjahr 1974 verschwanden beim Heer und der Luftwaffe die letzten Ärmelabzeichen. Die Mannschaften dieser Teilstreitkräfte erhielten nun die Schulterabzeichen heutiger Art: bei Heer und Luftwaffe mit altsilberfarbenen (statt der zuvor meist altgoldenen) Dienstgrad- und Laufbahnabzeichen, bei der Marine wie bisher goldfarben. Ebenso erhielten Maate und Obermaate zusätzlich zu den Ärmelabzeichen Schulterabzeichen in Form einer geschlossenen bzw. offenen Tresse, falls die Uniform Schulterklappen vorsah.

### Änderungen 1978
Im Sommer 1978 entfielen für Maate und Obermaate die zusätzlichen Ärmelabzeichen, falls die 1974 eingeführten Schulterabzeichen getragen wurden.

### Änderungen 1989
Der Ende 1989 neu eingeführte Dienstgrad Stabsgefreiter erhielt die bis heute unveränderten Dienstgradabzeichen.

### Änderungen 1993
Im Frühjahr 1993 erhielt der neu eingeführte Dienstgrad Stabshauptmann Dienstgradabzeichen, die bis heute unverändert sind. Der neu geschaffene Dienstgrad Stabskapitänleutnant erhielt Dienstgradabzeichen, die im Prinzip denen für Kapitänleutnante glichen (zwei mittelbreite, dazwischen eine schmale Tresse). Zur Unterscheidung zwischen diesen beiden Dienstgraden erhielt der Stabskapitänleutnant zwei gebundene, goldene Eichenlaubblätter oberhalb der drei Tressen und ggf. unter dem Seestern.

### Änderungen 1996
Der Mitte 1996 neu eingeführte Dienstgrad Oberstabsgefreiter erhielt die bis heute unveränderten Dienstgradabzeichen. Der Stabskapitänleutnant erhielt die heute bekannten Dienstgradabzeichen (zwei mittelbreite Tressen, dazwischen zwei schmale); das Eichenlaub entfiel. Die silbernen Dienstgradabzeichen für flecktarnfarbenen Kampfanzug wurden 1996 für unzulässig erklärt und wurden durch die schwarzfarbenen heutiger Art ersetzt.

### Änderungen 2021
Die Aufschiebeschlaufen mit dem Grundtuch in 5- oder 3-Farben-Tarndruck kamen nach Einführung der Flecktarnuniformen Ende der 1990er Jahre auf. Sie wurden jedoch nie dienstlich geliefert. Selbstbeschaffte Aufschiebeschlaufen waren in der Truppe jedoch weit verbreitet und zumeist geduldet. Diese waren laut Anzugordnung stets unzulässig und widersprachen die längste Zeit der „Anordnung des Bundespräsidenten über die Dienstgradbezeichnungen und die Uniform der Soldaten“. Diese forderte die längste Zeit die oben dargestellten schwarzen (für Heeres- und Luftwaffenuniformträger) bzw. goldenen (für Marineuniformträger und Generale) Embleme auf steingrau-oliven Grundgewebe für den Feldanzug.
Im Dienstalltag erschwert die schlechte Erkennbarkeit insbesondere der schwarzen Embleme auf 5-Farben-Flecktarn besonders für Dienstgrade wie Feldwebel, Leutnant oder Major die korrekte Ansprache und das Grüßen von (nicht persönlich bekannten) Soldaten. Daher – und um die Einheitlichkeit der Uniform zu sichern – wurden die Flecktarnvarianten ab dem 1. Oktober 2019 in der „Zentralvorschrift A2-2630/0-0-9804 – Anzugordnung für die Soldatinnen und Soldaten der Bundeswehr“ für ausdrücklich unzulässig erklärt.
Durch Dienstanweisung des Generalinspekteur Eberhard Zorn im Oktober 2021 wurden die Flecktarnvarianten erstmals für zulässig erklärt.

### Kennzeichnungen für Offizieranwärter
Anfangs kennzeichnete eine quer über das untere Ende der Schulterklappe verlaufende silberfarbene Aufschiebeschlaufe (ähnlich dem U.A.-Abzeichen der Wehrmacht) die Offizieranwärter in Heer und Luftwaffe. Diese wurde ab 1963 ersetzt durch einen kreisrunden Aufnäher mit gewebtem Offizieranwärterstern. Der vierspitzige Stern war identisch mit Dienstgradsternen der Offiziere. Das Abzeichen war an beiden Unterärmeln zu tragen, bspw. an Jacke oder Feldbluse. Im Soldatenjargon hieß es „Schneeflocke“ oder „OPi-Stern“ (nach dem ähnlichen Dienstgradabzeichen des Oberpioniers der Wehrmacht).

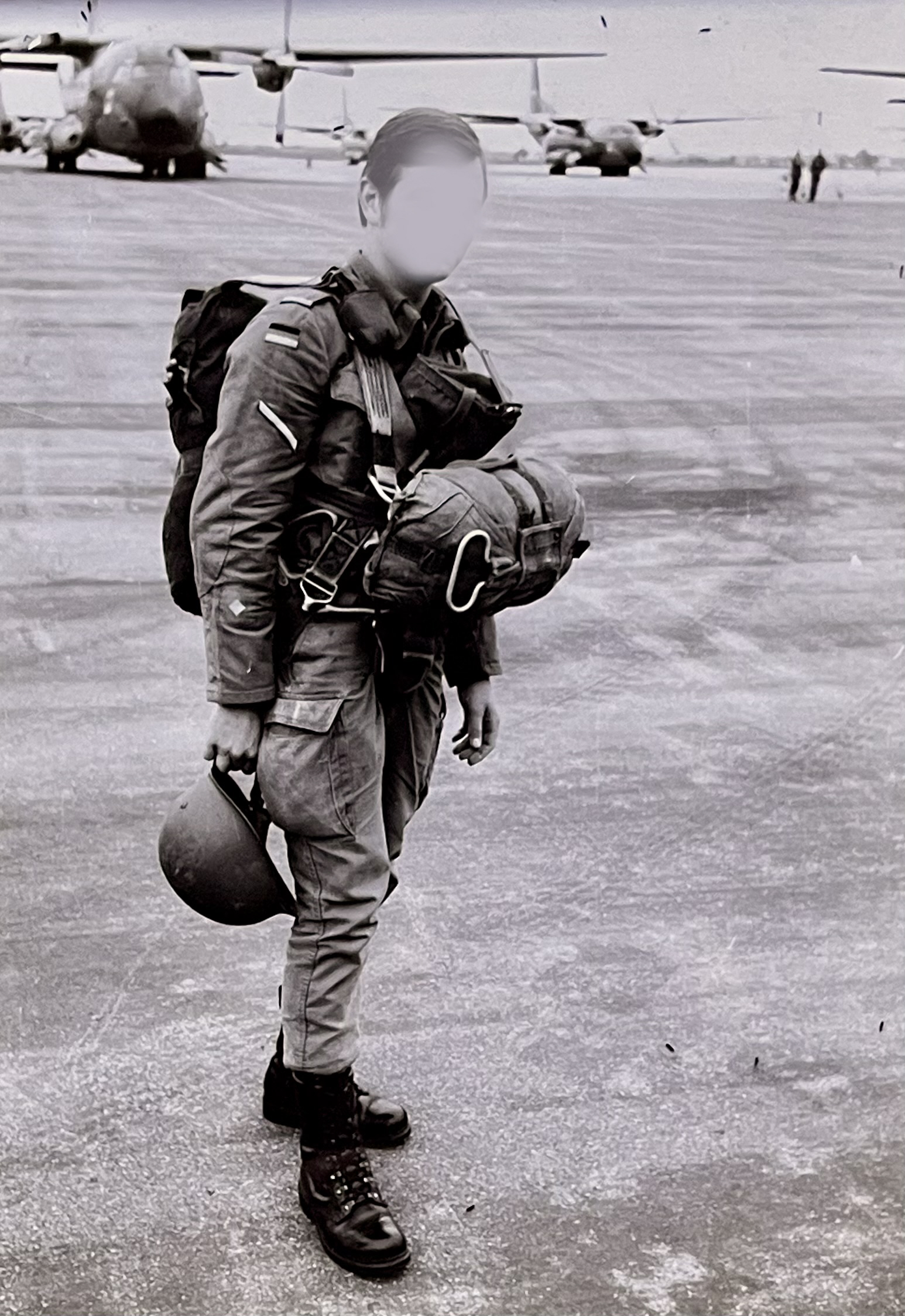
Gefreiter, Reserveoffizier-Anwärter mit bestandenem Unteroffizier-/Fahnenjunker-Lehrgang (ROA mbL), 1973. Die Schulterklappe mit UA-Silbertresse

Der Stern war nicht sehr beliebt und hat sich in der Praxis kaum durchgesetzt. Auf den abnehmbaren Schulterklappen des Hemdes wurden auch weiterhin die Aufschiebeschlaufen getragen. Seit März 1982 macht die oben beschriebene silberfarbene Kordel die Offizieranwärter des Heeres und der Luftwaffe kenntlich. Die Gestaltung erinnert an eine entsprechende Kennzeichnung bei der Luftwaffe der Wehrmacht von 1940. Scherzhaft wird die Kordel aufgrund ihres Glanzes auch „Discolitze“ genannt.

Fähnrich (Fm) bis 1963, Schulterklappe / Oberhemd
Fähnrich bis 1963, Aufschiebeschlaufe Arbeits- bzw. Kampfanzug
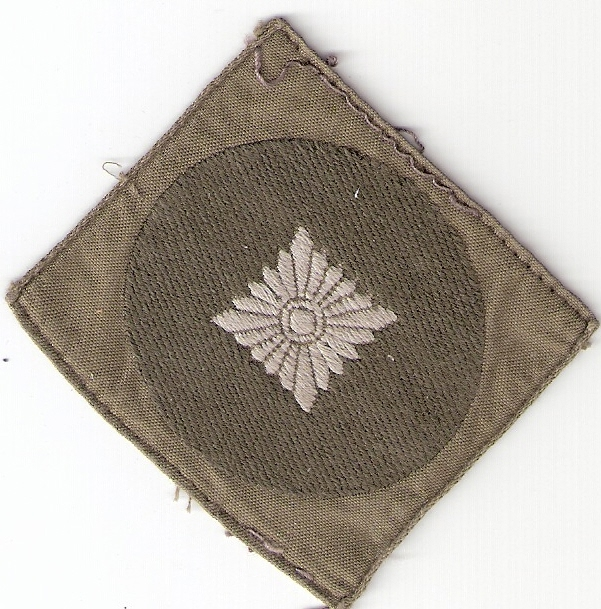
OA/ROA-Stern ab 1963, Unterarm, Arbeits- bzw. Kampfanzug
OA/ROA-Stern ab 1963, Unterarm, Dienstanzug

### Entfall des Laufbahngruppenabzeichens für den Sportanzug (2004)
Am Sportanzug wurden keine Dienstgradabzeichen im engeren Sinn getragen, sondern Laufbahngruppenabzeichen. Eine (für alle Unteroffiziere) oder zwei parallele (für alle Offiziere) weiße (bzw. schwarze auf dem weißen Sporthemd) jeweils 10 mm breite Textiltressen auf dem Oberärmel der Trainingsjacke, auf der Brust des Sporthemdes und auf kurzer Sporthose (auf dem rechten Bein, vorne) kennzeichneten diese beiden Dienstgradgruppen. Die Umsetzung dieser nach ZDv 37/10 beschriebenen Kennzeichnung wurde aber in der Praxis zuletzt nicht immer konsequent umgesetzt. Die Kennzeichnung der Laufbahngruppen am Sportanzug ist seit Ende 2004 in der ZDv 37/10 entfallen.

### Entfall des Reservistenabzeichens (2019)
Das Reservistenabzeichen kennzeichnete bis August 2019 als Zusatzelement die Dienstgradabzeichen früherer Soldaten der Bundeswehr außerhalb des Wehrdienstverhältnisses.
Heeres- und Luftwaffenuniformträger trugen eine Aufschiebeschlaufe aus schwarz-rot-goldener Kordel an der Ärmeleinsatznaht anliegend. Wenn auch die ZDv 37/10 diesen Fall nicht explizit betrachtete, war analog wie bei Offizier- und Feldwebelanwärtern davon auszugehen, dass beim Feldanzug der Heeresuniformträger die in der Praxis getragene Flachlitze an der Ärmeleinsatznaht und die schwarz-rot-goldene daneben anliegt. Die Reihenfolge für Reservefeldwebel- und Reserveoffizieranwärter wurde in der ZDv 37/10 ebenfalls nicht normiert. Analog zur zwangsläufigen Reihung beim Dienstanzug für Offiziere (von außen nach innen Zierkordel, farbige Unterlage, schwarz-rot-goldene Kordel) war es aber üblich, dass außen zunächst ggf. die Flachlitze aufgeschoben wird und weiter innen zunächst die hellaltgoldene/silberne Kordel folgt und erst dann die schwarz-rot-goldene-Kordel.

Obergefreiter der Reserve (Heeresuniformträger Pioniertruppe)
Stabsunteroffizier der Reserve (Heeresuniformträger Feldjägertruppe)
Oberfeldwebel Reserveoffizieranwärter (Heeresuniformträger Panzergrenadiertruppe)
Brigadegeneral außer Dienst (Luftwaffenuniform)
Stabsunteroffizier Reservefeldwebelanwärter (Luftwaffenuniform)

Marineuniformträger kennzeichneten außerhalb eines Wehrdienstverhältnisses ihre Dienstgradabzeichen zusätzlich mit einem metallgeprägten goldfarbenen „R“ (R für Reserve). Auch am Ärmelabzeichen wird das „R“ immer als metallgeprägtes Emblem aufgesteckt. Am Dienstanzug (Ärmelabzeichen und Schulterklappe) wurde das R unmittelbar über den Dienstgradabzeichen angebracht, ggf. also zwischen obersten (innersten) Dienstgradabzeichen und Laufbahn-/Verwendungsabzeichen. Dem Wortlaut nach sollte das „R“ auch bei Feldwebel- und Unteroffiziersanwärtern unmittelbar über den Dienstgradabzeichen (also zwischen waagerechten Balken und Winkel bzw. Schrägbalken) getragen werden. Aus praktischen Gründen wurde es wohl oberhalb der waagerechten Balken der Feldwebel- bzw. Unteroffiziersanwärter getragen. Ob auf gewebten Aufschiebeschlaufen auch das „R“ aufzubringen war, obwohl dort meist (außer Laufbahnabzeichen einiger Offizieranwärter) andere metallgeprägte Anstecker explizit nicht gestattet wurden, blieb nach ZDv 37/10 unklar, läge aber nach dem Sinn der Vorschrift über das Reservistenabzeichen nahe.
In früheren Versionen der ZDv 37/10 wurde die Trageweise des Reservistenabzeichen für die Marine präziser beschrieben. Demnach war das „R“ am Ärmel wie oben beschrieben zu tragen, für die Schulterklappen galt jedoch, dass das „R“ für Offiziere mittig auf den Tressen (diese teils verdeckend) zu tragen sei, für alle anderen Soldaten zwischen Dienstgradabzeichen und Ärmeleinsatznaht; die Metallabzeichen für den Dienstgrad und Verwendung- und Laufbahnabzeichen „rutschten“ entsprechend von der Ärmeleinsatznaht weg nach innen um Platz für das „R“ zu machen. Ob die beschriebene alte Version der ZDv weiter Anhalt für die Trageweise ist, wenn die aktuelle ZDv 37/10 Lücken aufweist, ist unbekannt.

Obergefreiter der Reserve (Schulterklappe Marineuniformträger)
Kapitänleutnant der Reserve (Schulterklappe Marineuniformträger)
Oberstabsgefreiter d. R. BA (85er). Auffällig ist die „wilde“ Material- und Farbkombination und das nicht direkt über den Dienstgradabzeichen stattdessen über dem „BA-Balken“ angeordnete goldene Reservistenabzeichen aus Metall.